# Roi, fou et cavalier contre roi seul
Cet article utilise la notation algébrique pour décrire des coups du jeu d'échecs.
La finale Roi, fou et cavalier contre roi seul est une technique de mat du jeu d'échecs permettant à un joueur disposant d'un fou, d'un cavalier ainsi que son roi de mater son adversaire ne disposant que d'un roi seul. La technique dite du W a été formulée pour la première fois par Philidor dans son traité L'Analyse du jeu des échecs de 1749.

## Principe de la technique ditedu W
Cette fin de partie est relativement difficile, mais pas insurmontable. L'attaquant doit cependant avoir une bonne compréhension de l'interaction des pièces. Le mat peut être forcé en au plus trente-trois coups quelle que soit la position de départ (à condition que le défenseur ne puisse capturer immédiatement l'une des pièces). La limite des cinquante coups est donc respectée. En 2013, la championne du monde Anna Ushenina manqua le mat dans une partie contre Olga Guiria.
- Le matériel étant fortement réduit, toutes les pièces doivent collaborer.
- Le mat ne peut être forcé que dans un coin de la même couleur que celle des cases où est le fou. Dans l'exemple ci-après, il s'agira donc de la case a1 ou h8.
- Un adversaire averti tentera donc de rester au mieux au centre de l'échiquier, au pire dans un coin de la mauvaise couleur : a8 ou h1.
- Le cavalier effectue un trajet en « w » en oscillant autour de son roi : g3, e4, g5 et e6.

La technique se décompose en quatre étapes.
1. S'approprier le centre
2. Chasser le roi à la bande
3. L'emprisonner dans le bon coin
4. Restreindre l'espace et mater

## Démonstration de la technique ditedu W
L'analyse a été effectuée avec l'aide des tables de Nalimov.

### S'approprier le centre
|   | a | b | c | d | e | f | g | h |   |
| 8 | Cavalier blanc sur case blanche c6 · Fou blanc sur case noire d6 · Roi noir sur case blanche f5 · Roi blanc sur case noire b2 | Cavalier blanc sur case blanche c6 · Fou blanc sur case noire d6 · Roi noir sur case blanche f5 · Roi blanc sur case noire b2 | Cavalier blanc sur case blanche c6 · Fou blanc sur case noire d6 · Roi noir sur case blanche f5 · Roi blanc sur case noire b2 | Cavalier blanc sur case blanche c6 · Fou blanc sur case noire d6 · Roi noir sur case blanche f5 · Roi blanc sur case noire b2 | Cavalier blanc sur case blanche c6 · Fou blanc sur case noire d6 · Roi noir sur case blanche f5 · Roi blanc sur case noire b2 | Cavalier blanc sur case blanche c6 · Fou blanc sur case noire d6 · Roi noir sur case blanche f5 · Roi blanc sur case noire b2 | Cavalier blanc sur case blanche c6 · Fou blanc sur case noire d6 · Roi noir sur case blanche f5 · Roi blanc sur case noire b2 | Cavalier blanc sur case blanche c6 · Fou blanc sur case noire d6 · Roi noir sur case blanche f5 · Roi blanc sur case noire b2 | 8 |
| 7 | Cavalier blanc sur case blanche c6 · Fou blanc sur case noire d6 · Roi noir sur case blanche f5 · Roi blanc sur case noire b2 | Cavalier blanc sur case blanche c6 · Fou blanc sur case noire d6 · Roi noir sur case blanche f5 · Roi blanc sur case noire b2 | Cavalier blanc sur case blanche c6 · Fou blanc sur case noire d6 · Roi noir sur case blanche f5 · Roi blanc sur case noire b2 | Cavalier blanc sur case blanche c6 · Fou blanc sur case noire d6 · Roi noir sur case blanche f5 · Roi blanc sur case noire b2 | Cavalier blanc sur case blanche c6 · Fou blanc sur case noire d6 · Roi noir sur case blanche f5 · Roi blanc sur case noire b2 | Cavalier blanc sur case blanche c6 · Fou blanc sur case noire d6 · Roi noir sur case blanche f5 · Roi blanc sur case noire b2 | Cavalier blanc sur case blanche c6 · Fou blanc sur case noire d6 · Roi noir sur case blanche f5 · Roi blanc sur case noire b2 | Cavalier blanc sur case blanche c6 · Fou blanc sur case noire d6 · Roi noir sur case blanche f5 · Roi blanc sur case noire b2 | 7 |
| 6 | Cavalier blanc sur case blanche c6 · Fou blanc sur case noire d6 · Roi noir sur case blanche f5 · Roi blanc sur case noire b2 | Cavalier blanc sur case blanche c6 · Fou blanc sur case noire d6 · Roi noir sur case blanche f5 · Roi blanc sur case noire b2 | Cavalier blanc sur case blanche c6 · Fou blanc sur case noire d6 · Roi noir sur case blanche f5 · Roi blanc sur case noire b2 | Cavalier blanc sur case blanche c6 · Fou blanc sur case noire d6 · Roi noir sur case blanche f5 · Roi blanc sur case noire b2 | Cavalier blanc sur case blanche c6 · Fou blanc sur case noire d6 · Roi noir sur case blanche f5 · Roi blanc sur case noire b2 | Cavalier blanc sur case blanche c6 · Fou blanc sur case noire d6 · Roi noir sur case blanche f5 · Roi blanc sur case noire b2 | Cavalier blanc sur case blanche c6 · Fou blanc sur case noire d6 · Roi noir sur case blanche f5 · Roi blanc sur case noire b2 | Cavalier blanc sur case blanche c6 · Fou blanc sur case noire d6 · Roi noir sur case blanche f5 · Roi blanc sur case noire b2 | 6 |
| 5 | Cavalier blanc sur case blanche c6 · Fou blanc sur case noire d6 · Roi noir sur case blanche f5 · Roi blanc sur case noire b2 | Cavalier blanc sur case blanche c6 · Fou blanc sur case noire d6 · Roi noir sur case blanche f5 · Roi blanc sur case noire b2 | Cavalier blanc sur case blanche c6 · Fou blanc sur case noire d6 · Roi noir sur case blanche f5 · Roi blanc sur case noire b2 | Cavalier blanc sur case blanche c6 · Fou blanc sur case noire d6 · Roi noir sur case blanche f5 · Roi blanc sur case noire b2 | Cavalier blanc sur case blanche c6 · Fou blanc sur case noire d6 · Roi noir sur case blanche f5 · Roi blanc sur case noire b2 | Cavalier blanc sur case blanche c6 · Fou blanc sur case noire d6 · Roi noir sur case blanche f5 · Roi blanc sur case noire b2 | Cavalier blanc sur case blanche c6 · Fou blanc sur case noire d6 · Roi noir sur case blanche f5 · Roi blanc sur case noire b2 | Cavalier blanc sur case blanche c6 · Fou blanc sur case noire d6 · Roi noir sur case blanche f5 · Roi blanc sur case noire b2 | 5 |
| 4 | Cavalier blanc sur case blanche c6 · Fou blanc sur case noire d6 · Roi noir sur case blanche f5 · Roi blanc sur case noire b2 | Cavalier blanc sur case blanche c6 · Fou blanc sur case noire d6 · Roi noir sur case blanche f5 · Roi blanc sur case noire b2 | Cavalier blanc sur case blanche c6 · Fou blanc sur case noire d6 · Roi noir sur case blanche f5 · Roi blanc sur case noire b2 | Cavalier blanc sur case blanche c6 · Fou blanc sur case noire d6 · Roi noir sur case blanche f5 · Roi blanc sur case noire b2 | Cavalier blanc sur case blanche c6 · Fou blanc sur case noire d6 · Roi noir sur case blanche f5 · Roi blanc sur case noire b2 | Cavalier blanc sur case blanche c6 · Fou blanc sur case noire d6 · Roi noir sur case blanche f5 · Roi blanc sur case noire b2 | Cavalier blanc sur case blanche c6 · Fou blanc sur case noire d6 · Roi noir sur case blanche f5 · Roi blanc sur case noire b2 | Cavalier blanc sur case blanche c6 · Fou blanc sur case noire d6 · Roi noir sur case blanche f5 · Roi blanc sur case noire b2 | 4 |
| 3 | Cavalier blanc sur case blanche c6 · Fou blanc sur case noire d6 · Roi noir sur case blanche f5 · Roi blanc sur case noire b2 | Cavalier blanc sur case blanche c6 · Fou blanc sur case noire d6 · Roi noir sur case blanche f5 · Roi blanc sur case noire b2 | Cavalier blanc sur case blanche c6 · Fou blanc sur case noire d6 · Roi noir sur case blanche f5 · Roi blanc sur case noire b2 | Cavalier blanc sur case blanche c6 · Fou blanc sur case noire d6 · Roi noir sur case blanche f5 · Roi blanc sur case noire b2 | Cavalier blanc sur case blanche c6 · Fou blanc sur case noire d6 · Roi noir sur case blanche f5 · Roi blanc sur case noire b2 | Cavalier blanc sur case blanche c6 · Fou blanc sur case noire d6 · Roi noir sur case blanche f5 · Roi blanc sur case noire b2 | Cavalier blanc sur case blanche c6 · Fou blanc sur case noire d6 · Roi noir sur case blanche f5 · Roi blanc sur case noire b2 | Cavalier blanc sur case blanche c6 · Fou blanc sur case noire d6 · Roi noir sur case blanche f5 · Roi blanc sur case noire b2 | 3 |
| 2 | Cavalier blanc sur case blanche c6 · Fou blanc sur case noire d6 · Roi noir sur case blanche f5 · Roi blanc sur case noire b2 | Cavalier blanc sur case blanche c6 · Fou blanc sur case noire d6 · Roi noir sur case blanche f5 · Roi blanc sur case noire b2 | Cavalier blanc sur case blanche c6 · Fou blanc sur case noire d6 · Roi noir sur case blanche f5 · Roi blanc sur case noire b2 | Cavalier blanc sur case blanche c6 · Fou blanc sur case noire d6 · Roi noir sur case blanche f5 · Roi blanc sur case noire b2 | Cavalier blanc sur case blanche c6 · Fou blanc sur case noire d6 · Roi noir sur case blanche f5 · Roi blanc sur case noire b2 | Cavalier blanc sur case blanche c6 · Fou blanc sur case noire d6 · Roi noir sur case blanche f5 · Roi blanc sur case noire b2 | Cavalier blanc sur case blanche c6 · Fou blanc sur case noire d6 · Roi noir sur case blanche f5 · Roi blanc sur case noire b2 | Cavalier blanc sur case blanche c6 · Fou blanc sur case noire d6 · Roi noir sur case blanche f5 · Roi blanc sur case noire b2 | 2 |
| 1 | Cavalier blanc sur case blanche c6 · Fou blanc sur case noire d6 · Roi noir sur case blanche f5 · Roi blanc sur case noire b2 | Cavalier blanc sur case blanche c6 · Fou blanc sur case noire d6 · Roi noir sur case blanche f5 · Roi blanc sur case noire b2 | Cavalier blanc sur case blanche c6 · Fou blanc sur case noire d6 · Roi noir sur case blanche f5 · Roi blanc sur case noire b2 | Cavalier blanc sur case blanche c6 · Fou blanc sur case noire d6 · Roi noir sur case blanche f5 · Roi blanc sur case noire b2 | Cavalier blanc sur case blanche c6 · Fou blanc sur case noire d6 · Roi noir sur case blanche f5 · Roi blanc sur case noire b2 | Cavalier blanc sur case blanche c6 · Fou blanc sur case noire d6 · Roi noir sur case blanche f5 · Roi blanc sur case noire b2 | Cavalier blanc sur case blanche c6 · Fou blanc sur case noire d6 · Roi noir sur case blanche f5 · Roi blanc sur case noire b2 | Cavalier blanc sur case blanche c6 · Fou blanc sur case noire d6 · Roi noir sur case blanche f5 · Roi blanc sur case noire b2 | 1 |
|   | a | b | c | d | e | f | g | h |   |

|   | a | b | c | d | e | f | g | h |   |
| 8 | Cavalier blanc sur case blanche c6 · Fou blanc sur case noire d6 · Roi blanc sur case blanche d5 · Roi noir sur case noire e3 | Cavalier blanc sur case blanche c6 · Fou blanc sur case noire d6 · Roi blanc sur case blanche d5 · Roi noir sur case noire e3 | Cavalier blanc sur case blanche c6 · Fou blanc sur case noire d6 · Roi blanc sur case blanche d5 · Roi noir sur case noire e3 | Cavalier blanc sur case blanche c6 · Fou blanc sur case noire d6 · Roi blanc sur case blanche d5 · Roi noir sur case noire e3 | Cavalier blanc sur case blanche c6 · Fou blanc sur case noire d6 · Roi blanc sur case blanche d5 · Roi noir sur case noire e3 | Cavalier blanc sur case blanche c6 · Fou blanc sur case noire d6 · Roi blanc sur case blanche d5 · Roi noir sur case noire e3 | Cavalier blanc sur case blanche c6 · Fou blanc sur case noire d6 · Roi blanc sur case blanche d5 · Roi noir sur case noire e3 | Cavalier blanc sur case blanche c6 · Fou blanc sur case noire d6 · Roi blanc sur case blanche d5 · Roi noir sur case noire e3 | 8 |
| 7 | Cavalier blanc sur case blanche c6 · Fou blanc sur case noire d6 · Roi blanc sur case blanche d5 · Roi noir sur case noire e3 | Cavalier blanc sur case blanche c6 · Fou blanc sur case noire d6 · Roi blanc sur case blanche d5 · Roi noir sur case noire e3 | Cavalier blanc sur case blanche c6 · Fou blanc sur case noire d6 · Roi blanc sur case blanche d5 · Roi noir sur case noire e3 | Cavalier blanc sur case blanche c6 · Fou blanc sur case noire d6 · Roi blanc sur case blanche d5 · Roi noir sur case noire e3 | Cavalier blanc sur case blanche c6 · Fou blanc sur case noire d6 · Roi blanc sur case blanche d5 · Roi noir sur case noire e3 | Cavalier blanc sur case blanche c6 · Fou blanc sur case noire d6 · Roi blanc sur case blanche d5 · Roi noir sur case noire e3 | Cavalier blanc sur case blanche c6 · Fou blanc sur case noire d6 · Roi blanc sur case blanche d5 · Roi noir sur case noire e3 | Cavalier blanc sur case blanche c6 · Fou blanc sur case noire d6 · Roi blanc sur case blanche d5 · Roi noir sur case noire e3 | 7 |
| 6 | Cavalier blanc sur case blanche c6 · Fou blanc sur case noire d6 · Roi blanc sur case blanche d5 · Roi noir sur case noire e3 | Cavalier blanc sur case blanche c6 · Fou blanc sur case noire d6 · Roi blanc sur case blanche d5 · Roi noir sur case noire e3 | Cavalier blanc sur case blanche c6 · Fou blanc sur case noire d6 · Roi blanc sur case blanche d5 · Roi noir sur case noire e3 | Cavalier blanc sur case blanche c6 · Fou blanc sur case noire d6 · Roi blanc sur case blanche d5 · Roi noir sur case noire e3 | Cavalier blanc sur case blanche c6 · Fou blanc sur case noire d6 · Roi blanc sur case blanche d5 · Roi noir sur case noire e3 | Cavalier blanc sur case blanche c6 · Fou blanc sur case noire d6 · Roi blanc sur case blanche d5 · Roi noir sur case noire e3 | Cavalier blanc sur case blanche c6 · Fou blanc sur case noire d6 · Roi blanc sur case blanche d5 · Roi noir sur case noire e3 | Cavalier blanc sur case blanche c6 · Fou blanc sur case noire d6 · Roi blanc sur case blanche d5 · Roi noir sur case noire e3 | 6 |
| 5 | Cavalier blanc sur case blanche c6 · Fou blanc sur case noire d6 · Roi blanc sur case blanche d5 · Roi noir sur case noire e3 | Cavalier blanc sur case blanche c6 · Fou blanc sur case noire d6 · Roi blanc sur case blanche d5 · Roi noir sur case noire e3 | Cavalier blanc sur case blanche c6 · Fou blanc sur case noire d6 · Roi blanc sur case blanche d5 · Roi noir sur case noire e3 | Cavalier blanc sur case blanche c6 · Fou blanc sur case noire d6 · Roi blanc sur case blanche d5 · Roi noir sur case noire e3 | Cavalier blanc sur case blanche c6 · Fou blanc sur case noire d6 · Roi blanc sur case blanche d5 · Roi noir sur case noire e3 | Cavalier blanc sur case blanche c6 · Fou blanc sur case noire d6 · Roi blanc sur case blanche d5 · Roi noir sur case noire e3 | Cavalier blanc sur case blanche c6 · Fou blanc sur case noire d6 · Roi blanc sur case blanche d5 · Roi noir sur case noire e3 | Cavalier blanc sur case blanche c6 · Fou blanc sur case noire d6 · Roi blanc sur case blanche d5 · Roi noir sur case noire e3 | 5 |
| 4 | Cavalier blanc sur case blanche c6 · Fou blanc sur case noire d6 · Roi blanc sur case blanche d5 · Roi noir sur case noire e3 | Cavalier blanc sur case blanche c6 · Fou blanc sur case noire d6 · Roi blanc sur case blanche d5 · Roi noir sur case noire e3 | Cavalier blanc sur case blanche c6 · Fou blanc sur case noire d6 · Roi blanc sur case blanche d5 · Roi noir sur case noire e3 | Cavalier blanc sur case blanche c6 · Fou blanc sur case noire d6 · Roi blanc sur case blanche d5 · Roi noir sur case noire e3 | Cavalier blanc sur case blanche c6 · Fou blanc sur case noire d6 · Roi blanc sur case blanche d5 · Roi noir sur case noire e3 | Cavalier blanc sur case blanche c6 · Fou blanc sur case noire d6 · Roi blanc sur case blanche d5 · Roi noir sur case noire e3 | Cavalier blanc sur case blanche c6 · Fou blanc sur case noire d6 · Roi blanc sur case blanche d5 · Roi noir sur case noire e3 | Cavalier blanc sur case blanche c6 · Fou blanc sur case noire d6 · Roi blanc sur case blanche d5 · Roi noir sur case noire e3 | 4 |
| 3 | Cavalier blanc sur case blanche c6 · Fou blanc sur case noire d6 · Roi blanc sur case blanche d5 · Roi noir sur case noire e3 | Cavalier blanc sur case blanche c6 · Fou blanc sur case noire d6 · Roi blanc sur case blanche d5 · Roi noir sur case noire e3 | Cavalier blanc sur case blanche c6 · Fou blanc sur case noire d6 · Roi blanc sur case blanche d5 · Roi noir sur case noire e3 | Cavalier blanc sur case blanche c6 · Fou blanc sur case noire d6 · Roi blanc sur case blanche d5 · Roi noir sur case noire e3 | Cavalier blanc sur case blanche c6 · Fou blanc sur case noire d6 · Roi blanc sur case blanche d5 · Roi noir sur case noire e3 | Cavalier blanc sur case blanche c6 · Fou blanc sur case noire d6 · Roi blanc sur case blanche d5 · Roi noir sur case noire e3 | Cavalier blanc sur case blanche c6 · Fou blanc sur case noire d6 · Roi blanc sur case blanche d5 · Roi noir sur case noire e3 | Cavalier blanc sur case blanche c6 · Fou blanc sur case noire d6 · Roi blanc sur case blanche d5 · Roi noir sur case noire e3 | 3 |
| 2 | Cavalier blanc sur case blanche c6 · Fou blanc sur case noire d6 · Roi blanc sur case blanche d5 · Roi noir sur case noire e3 | Cavalier blanc sur case blanche c6 · Fou blanc sur case noire d6 · Roi blanc sur case blanche d5 · Roi noir sur case noire e3 | Cavalier blanc sur case blanche c6 · Fou blanc sur case noire d6 · Roi blanc sur case blanche d5 · Roi noir sur case noire e3 | Cavalier blanc sur case blanche c6 · Fou blanc sur case noire d6 · Roi blanc sur case blanche d5 · Roi noir sur case noire e3 | Cavalier blanc sur case blanche c6 · Fou blanc sur case noire d6 · Roi blanc sur case blanche d5 · Roi noir sur case noire e3 | Cavalier blanc sur case blanche c6 · Fou blanc sur case noire d6 · Roi blanc sur case blanche d5 · Roi noir sur case noire e3 | Cavalier blanc sur case blanche c6 · Fou blanc sur case noire d6 · Roi blanc sur case blanche d5 · Roi noir sur case noire e3 | Cavalier blanc sur case blanche c6 · Fou blanc sur case noire d6 · Roi blanc sur case blanche d5 · Roi noir sur case noire e3 | 2 |
| 1 | Cavalier blanc sur case blanche c6 · Fou blanc sur case noire d6 · Roi blanc sur case blanche d5 · Roi noir sur case noire e3 | Cavalier blanc sur case blanche c6 · Fou blanc sur case noire d6 · Roi blanc sur case blanche d5 · Roi noir sur case noire e3 | Cavalier blanc sur case blanche c6 · Fou blanc sur case noire d6 · Roi blanc sur case blanche d5 · Roi noir sur case noire e3 | Cavalier blanc sur case blanche c6 · Fou blanc sur case noire d6 · Roi blanc sur case blanche d5 · Roi noir sur case noire e3 | Cavalier blanc sur case blanche c6 · Fou blanc sur case noire d6 · Roi blanc sur case blanche d5 · Roi noir sur case noire e3 | Cavalier blanc sur case blanche c6 · Fou blanc sur case noire d6 · Roi blanc sur case blanche d5 · Roi noir sur case noire e3 | Cavalier blanc sur case blanche c6 · Fou blanc sur case noire d6 · Roi blanc sur case blanche d5 · Roi noir sur case noire e3 | Cavalier blanc sur case blanche c6 · Fou blanc sur case noire d6 · Roi blanc sur case blanche d5 · Roi noir sur case noire e3 | 1 |
|   | a | b | c | d | e | f | g | h |   |

Il faut commencer par chasser le roi nu du centre.
1. Rc3 Ici, le roi est utilisé afin de priver son homologue du plus d'espace possible. 1.... Re4 Les noirs tentent de rester au centre, le mat y est impossible. 2. Rc4 Re3 3. Rd5

### Chasser le roi à la bande
|   | a | b | c | d | e | f | g | h |   |
| 8 | Fou blanc sur case noire d6 · Cavalier blanc sur case noire d4 · Roi blanc sur case blanche f3 · croix noire sur case blanche e2 · croix noire sur case noire f2 · croix noire sur case blanche g2 · Roi noir sur case noire g1 | Fou blanc sur case noire d6 · Cavalier blanc sur case noire d4 · Roi blanc sur case blanche f3 · croix noire sur case blanche e2 · croix noire sur case noire f2 · croix noire sur case blanche g2 · Roi noir sur case noire g1 | Fou blanc sur case noire d6 · Cavalier blanc sur case noire d4 · Roi blanc sur case blanche f3 · croix noire sur case blanche e2 · croix noire sur case noire f2 · croix noire sur case blanche g2 · Roi noir sur case noire g1 | Fou blanc sur case noire d6 · Cavalier blanc sur case noire d4 · Roi blanc sur case blanche f3 · croix noire sur case blanche e2 · croix noire sur case noire f2 · croix noire sur case blanche g2 · Roi noir sur case noire g1 | Fou blanc sur case noire d6 · Cavalier blanc sur case noire d4 · Roi blanc sur case blanche f3 · croix noire sur case blanche e2 · croix noire sur case noire f2 · croix noire sur case blanche g2 · Roi noir sur case noire g1 | Fou blanc sur case noire d6 · Cavalier blanc sur case noire d4 · Roi blanc sur case blanche f3 · croix noire sur case blanche e2 · croix noire sur case noire f2 · croix noire sur case blanche g2 · Roi noir sur case noire g1 | Fou blanc sur case noire d6 · Cavalier blanc sur case noire d4 · Roi blanc sur case blanche f3 · croix noire sur case blanche e2 · croix noire sur case noire f2 · croix noire sur case blanche g2 · Roi noir sur case noire g1 | Fou blanc sur case noire d6 · Cavalier blanc sur case noire d4 · Roi blanc sur case blanche f3 · croix noire sur case blanche e2 · croix noire sur case noire f2 · croix noire sur case blanche g2 · Roi noir sur case noire g1 | 8 |
| 7 | Fou blanc sur case noire d6 · Cavalier blanc sur case noire d4 · Roi blanc sur case blanche f3 · croix noire sur case blanche e2 · croix noire sur case noire f2 · croix noire sur case blanche g2 · Roi noir sur case noire g1 | Fou blanc sur case noire d6 · Cavalier blanc sur case noire d4 · Roi blanc sur case blanche f3 · croix noire sur case blanche e2 · croix noire sur case noire f2 · croix noire sur case blanche g2 · Roi noir sur case noire g1 | Fou blanc sur case noire d6 · Cavalier blanc sur case noire d4 · Roi blanc sur case blanche f3 · croix noire sur case blanche e2 · croix noire sur case noire f2 · croix noire sur case blanche g2 · Roi noir sur case noire g1 | Fou blanc sur case noire d6 · Cavalier blanc sur case noire d4 · Roi blanc sur case blanche f3 · croix noire sur case blanche e2 · croix noire sur case noire f2 · croix noire sur case blanche g2 · Roi noir sur case noire g1 | Fou blanc sur case noire d6 · Cavalier blanc sur case noire d4 · Roi blanc sur case blanche f3 · croix noire sur case blanche e2 · croix noire sur case noire f2 · croix noire sur case blanche g2 · Roi noir sur case noire g1 | Fou blanc sur case noire d6 · Cavalier blanc sur case noire d4 · Roi blanc sur case blanche f3 · croix noire sur case blanche e2 · croix noire sur case noire f2 · croix noire sur case blanche g2 · Roi noir sur case noire g1 | Fou blanc sur case noire d6 · Cavalier blanc sur case noire d4 · Roi blanc sur case blanche f3 · croix noire sur case blanche e2 · croix noire sur case noire f2 · croix noire sur case blanche g2 · Roi noir sur case noire g1 | Fou blanc sur case noire d6 · Cavalier blanc sur case noire d4 · Roi blanc sur case blanche f3 · croix noire sur case blanche e2 · croix noire sur case noire f2 · croix noire sur case blanche g2 · Roi noir sur case noire g1 | 7 |
| 6 | Fou blanc sur case noire d6 · Cavalier blanc sur case noire d4 · Roi blanc sur case blanche f3 · croix noire sur case blanche e2 · croix noire sur case noire f2 · croix noire sur case blanche g2 · Roi noir sur case noire g1 | Fou blanc sur case noire d6 · Cavalier blanc sur case noire d4 · Roi blanc sur case blanche f3 · croix noire sur case blanche e2 · croix noire sur case noire f2 · croix noire sur case blanche g2 · Roi noir sur case noire g1 | Fou blanc sur case noire d6 · Cavalier blanc sur case noire d4 · Roi blanc sur case blanche f3 · croix noire sur case blanche e2 · croix noire sur case noire f2 · croix noire sur case blanche g2 · Roi noir sur case noire g1 | Fou blanc sur case noire d6 · Cavalier blanc sur case noire d4 · Roi blanc sur case blanche f3 · croix noire sur case blanche e2 · croix noire sur case noire f2 · croix noire sur case blanche g2 · Roi noir sur case noire g1 | Fou blanc sur case noire d6 · Cavalier blanc sur case noire d4 · Roi blanc sur case blanche f3 · croix noire sur case blanche e2 · croix noire sur case noire f2 · croix noire sur case blanche g2 · Roi noir sur case noire g1 | Fou blanc sur case noire d6 · Cavalier blanc sur case noire d4 · Roi blanc sur case blanche f3 · croix noire sur case blanche e2 · croix noire sur case noire f2 · croix noire sur case blanche g2 · Roi noir sur case noire g1 | Fou blanc sur case noire d6 · Cavalier blanc sur case noire d4 · Roi blanc sur case blanche f3 · croix noire sur case blanche e2 · croix noire sur case noire f2 · croix noire sur case blanche g2 · Roi noir sur case noire g1 | Fou blanc sur case noire d6 · Cavalier blanc sur case noire d4 · Roi blanc sur case blanche f3 · croix noire sur case blanche e2 · croix noire sur case noire f2 · croix noire sur case blanche g2 · Roi noir sur case noire g1 | 6 |
| 5 | Fou blanc sur case noire d6 · Cavalier blanc sur case noire d4 · Roi blanc sur case blanche f3 · croix noire sur case blanche e2 · croix noire sur case noire f2 · croix noire sur case blanche g2 · Roi noir sur case noire g1 | Fou blanc sur case noire d6 · Cavalier blanc sur case noire d4 · Roi blanc sur case blanche f3 · croix noire sur case blanche e2 · croix noire sur case noire f2 · croix noire sur case blanche g2 · Roi noir sur case noire g1 | Fou blanc sur case noire d6 · Cavalier blanc sur case noire d4 · Roi blanc sur case blanche f3 · croix noire sur case blanche e2 · croix noire sur case noire f2 · croix noire sur case blanche g2 · Roi noir sur case noire g1 | Fou blanc sur case noire d6 · Cavalier blanc sur case noire d4 · Roi blanc sur case blanche f3 · croix noire sur case blanche e2 · croix noire sur case noire f2 · croix noire sur case blanche g2 · Roi noir sur case noire g1 | Fou blanc sur case noire d6 · Cavalier blanc sur case noire d4 · Roi blanc sur case blanche f3 · croix noire sur case blanche e2 · croix noire sur case noire f2 · croix noire sur case blanche g2 · Roi noir sur case noire g1 | Fou blanc sur case noire d6 · Cavalier blanc sur case noire d4 · Roi blanc sur case blanche f3 · croix noire sur case blanche e2 · croix noire sur case noire f2 · croix noire sur case blanche g2 · Roi noir sur case noire g1 | Fou blanc sur case noire d6 · Cavalier blanc sur case noire d4 · Roi blanc sur case blanche f3 · croix noire sur case blanche e2 · croix noire sur case noire f2 · croix noire sur case blanche g2 · Roi noir sur case noire g1 | Fou blanc sur case noire d6 · Cavalier blanc sur case noire d4 · Roi blanc sur case blanche f3 · croix noire sur case blanche e2 · croix noire sur case noire f2 · croix noire sur case blanche g2 · Roi noir sur case noire g1 | 5 |
| 4 | Fou blanc sur case noire d6 · Cavalier blanc sur case noire d4 · Roi blanc sur case blanche f3 · croix noire sur case blanche e2 · croix noire sur case noire f2 · croix noire sur case blanche g2 · Roi noir sur case noire g1 | Fou blanc sur case noire d6 · Cavalier blanc sur case noire d4 · Roi blanc sur case blanche f3 · croix noire sur case blanche e2 · croix noire sur case noire f2 · croix noire sur case blanche g2 · Roi noir sur case noire g1 | Fou blanc sur case noire d6 · Cavalier blanc sur case noire d4 · Roi blanc sur case blanche f3 · croix noire sur case blanche e2 · croix noire sur case noire f2 · croix noire sur case blanche g2 · Roi noir sur case noire g1 | Fou blanc sur case noire d6 · Cavalier blanc sur case noire d4 · Roi blanc sur case blanche f3 · croix noire sur case blanche e2 · croix noire sur case noire f2 · croix noire sur case blanche g2 · Roi noir sur case noire g1 | Fou blanc sur case noire d6 · Cavalier blanc sur case noire d4 · Roi blanc sur case blanche f3 · croix noire sur case blanche e2 · croix noire sur case noire f2 · croix noire sur case blanche g2 · Roi noir sur case noire g1 | Fou blanc sur case noire d6 · Cavalier blanc sur case noire d4 · Roi blanc sur case blanche f3 · croix noire sur case blanche e2 · croix noire sur case noire f2 · croix noire sur case blanche g2 · Roi noir sur case noire g1 | Fou blanc sur case noire d6 · Cavalier blanc sur case noire d4 · Roi blanc sur case blanche f3 · croix noire sur case blanche e2 · croix noire sur case noire f2 · croix noire sur case blanche g2 · Roi noir sur case noire g1 | Fou blanc sur case noire d6 · Cavalier blanc sur case noire d4 · Roi blanc sur case blanche f3 · croix noire sur case blanche e2 · croix noire sur case noire f2 · croix noire sur case blanche g2 · Roi noir sur case noire g1 | 4 |
| 3 | Fou blanc sur case noire d6 · Cavalier blanc sur case noire d4 · Roi blanc sur case blanche f3 · croix noire sur case blanche e2 · croix noire sur case noire f2 · croix noire sur case blanche g2 · Roi noir sur case noire g1 | Fou blanc sur case noire d6 · Cavalier blanc sur case noire d4 · Roi blanc sur case blanche f3 · croix noire sur case blanche e2 · croix noire sur case noire f2 · croix noire sur case blanche g2 · Roi noir sur case noire g1 | Fou blanc sur case noire d6 · Cavalier blanc sur case noire d4 · Roi blanc sur case blanche f3 · croix noire sur case blanche e2 · croix noire sur case noire f2 · croix noire sur case blanche g2 · Roi noir sur case noire g1 | Fou blanc sur case noire d6 · Cavalier blanc sur case noire d4 · Roi blanc sur case blanche f3 · croix noire sur case blanche e2 · croix noire sur case noire f2 · croix noire sur case blanche g2 · Roi noir sur case noire g1 | Fou blanc sur case noire d6 · Cavalier blanc sur case noire d4 · Roi blanc sur case blanche f3 · croix noire sur case blanche e2 · croix noire sur case noire f2 · croix noire sur case blanche g2 · Roi noir sur case noire g1 | Fou blanc sur case noire d6 · Cavalier blanc sur case noire d4 · Roi blanc sur case blanche f3 · croix noire sur case blanche e2 · croix noire sur case noire f2 · croix noire sur case blanche g2 · Roi noir sur case noire g1 | Fou blanc sur case noire d6 · Cavalier blanc sur case noire d4 · Roi blanc sur case blanche f3 · croix noire sur case blanche e2 · croix noire sur case noire f2 · croix noire sur case blanche g2 · Roi noir sur case noire g1 | Fou blanc sur case noire d6 · Cavalier blanc sur case noire d4 · Roi blanc sur case blanche f3 · croix noire sur case blanche e2 · croix noire sur case noire f2 · croix noire sur case blanche g2 · Roi noir sur case noire g1 | 3 |
| 2 | Fou blanc sur case noire d6 · Cavalier blanc sur case noire d4 · Roi blanc sur case blanche f3 · croix noire sur case blanche e2 · croix noire sur case noire f2 · croix noire sur case blanche g2 · Roi noir sur case noire g1 | Fou blanc sur case noire d6 · Cavalier blanc sur case noire d4 · Roi blanc sur case blanche f3 · croix noire sur case blanche e2 · croix noire sur case noire f2 · croix noire sur case blanche g2 · Roi noir sur case noire g1 | Fou blanc sur case noire d6 · Cavalier blanc sur case noire d4 · Roi blanc sur case blanche f3 · croix noire sur case blanche e2 · croix noire sur case noire f2 · croix noire sur case blanche g2 · Roi noir sur case noire g1 | Fou blanc sur case noire d6 · Cavalier blanc sur case noire d4 · Roi blanc sur case blanche f3 · croix noire sur case blanche e2 · croix noire sur case noire f2 · croix noire sur case blanche g2 · Roi noir sur case noire g1 | Fou blanc sur case noire d6 · Cavalier blanc sur case noire d4 · Roi blanc sur case blanche f3 · croix noire sur case blanche e2 · croix noire sur case noire f2 · croix noire sur case blanche g2 · Roi noir sur case noire g1 | Fou blanc sur case noire d6 · Cavalier blanc sur case noire d4 · Roi blanc sur case blanche f3 · croix noire sur case blanche e2 · croix noire sur case noire f2 · croix noire sur case blanche g2 · Roi noir sur case noire g1 | Fou blanc sur case noire d6 · Cavalier blanc sur case noire d4 · Roi blanc sur case blanche f3 · croix noire sur case blanche e2 · croix noire sur case noire f2 · croix noire sur case blanche g2 · Roi noir sur case noire g1 | Fou blanc sur case noire d6 · Cavalier blanc sur case noire d4 · Roi blanc sur case blanche f3 · croix noire sur case blanche e2 · croix noire sur case noire f2 · croix noire sur case blanche g2 · Roi noir sur case noire g1 | 2 |
| 1 | Fou blanc sur case noire d6 · Cavalier blanc sur case noire d4 · Roi blanc sur case blanche f3 · croix noire sur case blanche e2 · croix noire sur case noire f2 · croix noire sur case blanche g2 · Roi noir sur case noire g1 | Fou blanc sur case noire d6 · Cavalier blanc sur case noire d4 · Roi blanc sur case blanche f3 · croix noire sur case blanche e2 · croix noire sur case noire f2 · croix noire sur case blanche g2 · Roi noir sur case noire g1 | Fou blanc sur case noire d6 · Cavalier blanc sur case noire d4 · Roi blanc sur case blanche f3 · croix noire sur case blanche e2 · croix noire sur case noire f2 · croix noire sur case blanche g2 · Roi noir sur case noire g1 | Fou blanc sur case noire d6 · Cavalier blanc sur case noire d4 · Roi blanc sur case blanche f3 · croix noire sur case blanche e2 · croix noire sur case noire f2 · croix noire sur case blanche g2 · Roi noir sur case noire g1 | Fou blanc sur case noire d6 · Cavalier blanc sur case noire d4 · Roi blanc sur case blanche f3 · croix noire sur case blanche e2 · croix noire sur case noire f2 · croix noire sur case blanche g2 · Roi noir sur case noire g1 | Fou blanc sur case noire d6 · Cavalier blanc sur case noire d4 · Roi blanc sur case blanche f3 · croix noire sur case blanche e2 · croix noire sur case noire f2 · croix noire sur case blanche g2 · Roi noir sur case noire g1 | Fou blanc sur case noire d6 · Cavalier blanc sur case noire d4 · Roi blanc sur case blanche f3 · croix noire sur case blanche e2 · croix noire sur case noire f2 · croix noire sur case blanche g2 · Roi noir sur case noire g1 | Fou blanc sur case noire d6 · Cavalier blanc sur case noire d4 · Roi blanc sur case blanche f3 · croix noire sur case blanche e2 · croix noire sur case noire f2 · croix noire sur case blanche g2 · Roi noir sur case noire g1 | 1 |
|   | a | b | c | d | e | f | g | h |   |

Le roi noir essaie de se réfugier en h1 (un mauvais coin).
3.... Rf3 (3... Rd3? 4. Fc5 rapprocherait le roi noir de l'angle « peu sûr ») 4. Cd4+ Rf2! (4... Re3 5. Fg3 Rd3 6. Ff2) 5. Re4 Rg2 6. Re3 Rg1 7. Rf3
Le couloir ainsi créé rappelle le mat élémentaire avec une tour.

### L'emprisonner dans le bon coin
|   | a | b | c | d | e | f | g | h |   |
| 8 | croix noire sur case noire f8 · croix noire sur case noire e7 · croix noire sur case blanche f7 · Roi noir sur case noire g7 · croix noire sur case blanche h7 · croix noire sur case blanche e6 · Fou blanc sur case noire c5 · croix noire sur case noire e5 · croix noire sur case blanche f5 · Cavalier blanc sur case noire g5 · Roi blanc sur case noire f4 · croix noire sur case blanche g4 · croix noire sur case noire g3 · croix noire sur case blanche h3 | croix noire sur case noire f8 · croix noire sur case noire e7 · croix noire sur case blanche f7 · Roi noir sur case noire g7 · croix noire sur case blanche h7 · croix noire sur case blanche e6 · Fou blanc sur case noire c5 · croix noire sur case noire e5 · croix noire sur case blanche f5 · Cavalier blanc sur case noire g5 · Roi blanc sur case noire f4 · croix noire sur case blanche g4 · croix noire sur case noire g3 · croix noire sur case blanche h3 | croix noire sur case noire f8 · croix noire sur case noire e7 · croix noire sur case blanche f7 · Roi noir sur case noire g7 · croix noire sur case blanche h7 · croix noire sur case blanche e6 · Fou blanc sur case noire c5 · croix noire sur case noire e5 · croix noire sur case blanche f5 · Cavalier blanc sur case noire g5 · Roi blanc sur case noire f4 · croix noire sur case blanche g4 · croix noire sur case noire g3 · croix noire sur case blanche h3 | croix noire sur case noire f8 · croix noire sur case noire e7 · croix noire sur case blanche f7 · Roi noir sur case noire g7 · croix noire sur case blanche h7 · croix noire sur case blanche e6 · Fou blanc sur case noire c5 · croix noire sur case noire e5 · croix noire sur case blanche f5 · Cavalier blanc sur case noire g5 · Roi blanc sur case noire f4 · croix noire sur case blanche g4 · croix noire sur case noire g3 · croix noire sur case blanche h3 | croix noire sur case noire f8 · croix noire sur case noire e7 · croix noire sur case blanche f7 · Roi noir sur case noire g7 · croix noire sur case blanche h7 · croix noire sur case blanche e6 · Fou blanc sur case noire c5 · croix noire sur case noire e5 · croix noire sur case blanche f5 · Cavalier blanc sur case noire g5 · Roi blanc sur case noire f4 · croix noire sur case blanche g4 · croix noire sur case noire g3 · croix noire sur case blanche h3 | croix noire sur case noire f8 · croix noire sur case noire e7 · croix noire sur case blanche f7 · Roi noir sur case noire g7 · croix noire sur case blanche h7 · croix noire sur case blanche e6 · Fou blanc sur case noire c5 · croix noire sur case noire e5 · croix noire sur case blanche f5 · Cavalier blanc sur case noire g5 · Roi blanc sur case noire f4 · croix noire sur case blanche g4 · croix noire sur case noire g3 · croix noire sur case blanche h3 | croix noire sur case noire f8 · croix noire sur case noire e7 · croix noire sur case blanche f7 · Roi noir sur case noire g7 · croix noire sur case blanche h7 · croix noire sur case blanche e6 · Fou blanc sur case noire c5 · croix noire sur case noire e5 · croix noire sur case blanche f5 · Cavalier blanc sur case noire g5 · Roi blanc sur case noire f4 · croix noire sur case blanche g4 · croix noire sur case noire g3 · croix noire sur case blanche h3 | croix noire sur case noire f8 · croix noire sur case noire e7 · croix noire sur case blanche f7 · Roi noir sur case noire g7 · croix noire sur case blanche h7 · croix noire sur case blanche e6 · Fou blanc sur case noire c5 · croix noire sur case noire e5 · croix noire sur case blanche f5 · Cavalier blanc sur case noire g5 · Roi blanc sur case noire f4 · croix noire sur case blanche g4 · croix noire sur case noire g3 · croix noire sur case blanche h3 | 8 |
| 7 | croix noire sur case noire f8 · croix noire sur case noire e7 · croix noire sur case blanche f7 · Roi noir sur case noire g7 · croix noire sur case blanche h7 · croix noire sur case blanche e6 · Fou blanc sur case noire c5 · croix noire sur case noire e5 · croix noire sur case blanche f5 · Cavalier blanc sur case noire g5 · Roi blanc sur case noire f4 · croix noire sur case blanche g4 · croix noire sur case noire g3 · croix noire sur case blanche h3 | croix noire sur case noire f8 · croix noire sur case noire e7 · croix noire sur case blanche f7 · Roi noir sur case noire g7 · croix noire sur case blanche h7 · croix noire sur case blanche e6 · Fou blanc sur case noire c5 · croix noire sur case noire e5 · croix noire sur case blanche f5 · Cavalier blanc sur case noire g5 · Roi blanc sur case noire f4 · croix noire sur case blanche g4 · croix noire sur case noire g3 · croix noire sur case blanche h3 | croix noire sur case noire f8 · croix noire sur case noire e7 · croix noire sur case blanche f7 · Roi noir sur case noire g7 · croix noire sur case blanche h7 · croix noire sur case blanche e6 · Fou blanc sur case noire c5 · croix noire sur case noire e5 · croix noire sur case blanche f5 · Cavalier blanc sur case noire g5 · Roi blanc sur case noire f4 · croix noire sur case blanche g4 · croix noire sur case noire g3 · croix noire sur case blanche h3 | croix noire sur case noire f8 · croix noire sur case noire e7 · croix noire sur case blanche f7 · Roi noir sur case noire g7 · croix noire sur case blanche h7 · croix noire sur case blanche e6 · Fou blanc sur case noire c5 · croix noire sur case noire e5 · croix noire sur case blanche f5 · Cavalier blanc sur case noire g5 · Roi blanc sur case noire f4 · croix noire sur case blanche g4 · croix noire sur case noire g3 · croix noire sur case blanche h3 | croix noire sur case noire f8 · croix noire sur case noire e7 · croix noire sur case blanche f7 · Roi noir sur case noire g7 · croix noire sur case blanche h7 · croix noire sur case blanche e6 · Fou blanc sur case noire c5 · croix noire sur case noire e5 · croix noire sur case blanche f5 · Cavalier blanc sur case noire g5 · Roi blanc sur case noire f4 · croix noire sur case blanche g4 · croix noire sur case noire g3 · croix noire sur case blanche h3 | croix noire sur case noire f8 · croix noire sur case noire e7 · croix noire sur case blanche f7 · Roi noir sur case noire g7 · croix noire sur case blanche h7 · croix noire sur case blanche e6 · Fou blanc sur case noire c5 · croix noire sur case noire e5 · croix noire sur case blanche f5 · Cavalier blanc sur case noire g5 · Roi blanc sur case noire f4 · croix noire sur case blanche g4 · croix noire sur case noire g3 · croix noire sur case blanche h3 | croix noire sur case noire f8 · croix noire sur case noire e7 · croix noire sur case blanche f7 · Roi noir sur case noire g7 · croix noire sur case blanche h7 · croix noire sur case blanche e6 · Fou blanc sur case noire c5 · croix noire sur case noire e5 · croix noire sur case blanche f5 · Cavalier blanc sur case noire g5 · Roi blanc sur case noire f4 · croix noire sur case blanche g4 · croix noire sur case noire g3 · croix noire sur case blanche h3 | croix noire sur case noire f8 · croix noire sur case noire e7 · croix noire sur case blanche f7 · Roi noir sur case noire g7 · croix noire sur case blanche h7 · croix noire sur case blanche e6 · Fou blanc sur case noire c5 · croix noire sur case noire e5 · croix noire sur case blanche f5 · Cavalier blanc sur case noire g5 · Roi blanc sur case noire f4 · croix noire sur case blanche g4 · croix noire sur case noire g3 · croix noire sur case blanche h3 | 7 |
| 6 | croix noire sur case noire f8 · croix noire sur case noire e7 · croix noire sur case blanche f7 · Roi noir sur case noire g7 · croix noire sur case blanche h7 · croix noire sur case blanche e6 · Fou blanc sur case noire c5 · croix noire sur case noire e5 · croix noire sur case blanche f5 · Cavalier blanc sur case noire g5 · Roi blanc sur case noire f4 · croix noire sur case blanche g4 · croix noire sur case noire g3 · croix noire sur case blanche h3 | croix noire sur case noire f8 · croix noire sur case noire e7 · croix noire sur case blanche f7 · Roi noir sur case noire g7 · croix noire sur case blanche h7 · croix noire sur case blanche e6 · Fou blanc sur case noire c5 · croix noire sur case noire e5 · croix noire sur case blanche f5 · Cavalier blanc sur case noire g5 · Roi blanc sur case noire f4 · croix noire sur case blanche g4 · croix noire sur case noire g3 · croix noire sur case blanche h3 | croix noire sur case noire f8 · croix noire sur case noire e7 · croix noire sur case blanche f7 · Roi noir sur case noire g7 · croix noire sur case blanche h7 · croix noire sur case blanche e6 · Fou blanc sur case noire c5 · croix noire sur case noire e5 · croix noire sur case blanche f5 · Cavalier blanc sur case noire g5 · Roi blanc sur case noire f4 · croix noire sur case blanche g4 · croix noire sur case noire g3 · croix noire sur case blanche h3 | croix noire sur case noire f8 · croix noire sur case noire e7 · croix noire sur case blanche f7 · Roi noir sur case noire g7 · croix noire sur case blanche h7 · croix noire sur case blanche e6 · Fou blanc sur case noire c5 · croix noire sur case noire e5 · croix noire sur case blanche f5 · Cavalier blanc sur case noire g5 · Roi blanc sur case noire f4 · croix noire sur case blanche g4 · croix noire sur case noire g3 · croix noire sur case blanche h3 | croix noire sur case noire f8 · croix noire sur case noire e7 · croix noire sur case blanche f7 · Roi noir sur case noire g7 · croix noire sur case blanche h7 · croix noire sur case blanche e6 · Fou blanc sur case noire c5 · croix noire sur case noire e5 · croix noire sur case blanche f5 · Cavalier blanc sur case noire g5 · Roi blanc sur case noire f4 · croix noire sur case blanche g4 · croix noire sur case noire g3 · croix noire sur case blanche h3 | croix noire sur case noire f8 · croix noire sur case noire e7 · croix noire sur case blanche f7 · Roi noir sur case noire g7 · croix noire sur case blanche h7 · croix noire sur case blanche e6 · Fou blanc sur case noire c5 · croix noire sur case noire e5 · croix noire sur case blanche f5 · Cavalier blanc sur case noire g5 · Roi blanc sur case noire f4 · croix noire sur case blanche g4 · croix noire sur case noire g3 · croix noire sur case blanche h3 | croix noire sur case noire f8 · croix noire sur case noire e7 · croix noire sur case blanche f7 · Roi noir sur case noire g7 · croix noire sur case blanche h7 · croix noire sur case blanche e6 · Fou blanc sur case noire c5 · croix noire sur case noire e5 · croix noire sur case blanche f5 · Cavalier blanc sur case noire g5 · Roi blanc sur case noire f4 · croix noire sur case blanche g4 · croix noire sur case noire g3 · croix noire sur case blanche h3 | croix noire sur case noire f8 · croix noire sur case noire e7 · croix noire sur case blanche f7 · Roi noir sur case noire g7 · croix noire sur case blanche h7 · croix noire sur case blanche e6 · Fou blanc sur case noire c5 · croix noire sur case noire e5 · croix noire sur case blanche f5 · Cavalier blanc sur case noire g5 · Roi blanc sur case noire f4 · croix noire sur case blanche g4 · croix noire sur case noire g3 · croix noire sur case blanche h3 | 6 |
| 5 | croix noire sur case noire f8 · croix noire sur case noire e7 · croix noire sur case blanche f7 · Roi noir sur case noire g7 · croix noire sur case blanche h7 · croix noire sur case blanche e6 · Fou blanc sur case noire c5 · croix noire sur case noire e5 · croix noire sur case blanche f5 · Cavalier blanc sur case noire g5 · Roi blanc sur case noire f4 · croix noire sur case blanche g4 · croix noire sur case noire g3 · croix noire sur case blanche h3 | croix noire sur case noire f8 · croix noire sur case noire e7 · croix noire sur case blanche f7 · Roi noir sur case noire g7 · croix noire sur case blanche h7 · croix noire sur case blanche e6 · Fou blanc sur case noire c5 · croix noire sur case noire e5 · croix noire sur case blanche f5 · Cavalier blanc sur case noire g5 · Roi blanc sur case noire f4 · croix noire sur case blanche g4 · croix noire sur case noire g3 · croix noire sur case blanche h3 | croix noire sur case noire f8 · croix noire sur case noire e7 · croix noire sur case blanche f7 · Roi noir sur case noire g7 · croix noire sur case blanche h7 · croix noire sur case blanche e6 · Fou blanc sur case noire c5 · croix noire sur case noire e5 · croix noire sur case blanche f5 · Cavalier blanc sur case noire g5 · Roi blanc sur case noire f4 · croix noire sur case blanche g4 · croix noire sur case noire g3 · croix noire sur case blanche h3 | croix noire sur case noire f8 · croix noire sur case noire e7 · croix noire sur case blanche f7 · Roi noir sur case noire g7 · croix noire sur case blanche h7 · croix noire sur case blanche e6 · Fou blanc sur case noire c5 · croix noire sur case noire e5 · croix noire sur case blanche f5 · Cavalier blanc sur case noire g5 · Roi blanc sur case noire f4 · croix noire sur case blanche g4 · croix noire sur case noire g3 · croix noire sur case blanche h3 | croix noire sur case noire f8 · croix noire sur case noire e7 · croix noire sur case blanche f7 · Roi noir sur case noire g7 · croix noire sur case blanche h7 · croix noire sur case blanche e6 · Fou blanc sur case noire c5 · croix noire sur case noire e5 · croix noire sur case blanche f5 · Cavalier blanc sur case noire g5 · Roi blanc sur case noire f4 · croix noire sur case blanche g4 · croix noire sur case noire g3 · croix noire sur case blanche h3 | croix noire sur case noire f8 · croix noire sur case noire e7 · croix noire sur case blanche f7 · Roi noir sur case noire g7 · croix noire sur case blanche h7 · croix noire sur case blanche e6 · Fou blanc sur case noire c5 · croix noire sur case noire e5 · croix noire sur case blanche f5 · Cavalier blanc sur case noire g5 · Roi blanc sur case noire f4 · croix noire sur case blanche g4 · croix noire sur case noire g3 · croix noire sur case blanche h3 | croix noire sur case noire f8 · croix noire sur case noire e7 · croix noire sur case blanche f7 · Roi noir sur case noire g7 · croix noire sur case blanche h7 · croix noire sur case blanche e6 · Fou blanc sur case noire c5 · croix noire sur case noire e5 · croix noire sur case blanche f5 · Cavalier blanc sur case noire g5 · Roi blanc sur case noire f4 · croix noire sur case blanche g4 · croix noire sur case noire g3 · croix noire sur case blanche h3 | croix noire sur case noire f8 · croix noire sur case noire e7 · croix noire sur case blanche f7 · Roi noir sur case noire g7 · croix noire sur case blanche h7 · croix noire sur case blanche e6 · Fou blanc sur case noire c5 · croix noire sur case noire e5 · croix noire sur case blanche f5 · Cavalier blanc sur case noire g5 · Roi blanc sur case noire f4 · croix noire sur case blanche g4 · croix noire sur case noire g3 · croix noire sur case blanche h3 | 5 |
| 4 | croix noire sur case noire f8 · croix noire sur case noire e7 · croix noire sur case blanche f7 · Roi noir sur case noire g7 · croix noire sur case blanche h7 · croix noire sur case blanche e6 · Fou blanc sur case noire c5 · croix noire sur case noire e5 · croix noire sur case blanche f5 · Cavalier blanc sur case noire g5 · Roi blanc sur case noire f4 · croix noire sur case blanche g4 · croix noire sur case noire g3 · croix noire sur case blanche h3 | croix noire sur case noire f8 · croix noire sur case noire e7 · croix noire sur case blanche f7 · Roi noir sur case noire g7 · croix noire sur case blanche h7 · croix noire sur case blanche e6 · Fou blanc sur case noire c5 · croix noire sur case noire e5 · croix noire sur case blanche f5 · Cavalier blanc sur case noire g5 · Roi blanc sur case noire f4 · croix noire sur case blanche g4 · croix noire sur case noire g3 · croix noire sur case blanche h3 | croix noire sur case noire f8 · croix noire sur case noire e7 · croix noire sur case blanche f7 · Roi noir sur case noire g7 · croix noire sur case blanche h7 · croix noire sur case blanche e6 · Fou blanc sur case noire c5 · croix noire sur case noire e5 · croix noire sur case blanche f5 · Cavalier blanc sur case noire g5 · Roi blanc sur case noire f4 · croix noire sur case blanche g4 · croix noire sur case noire g3 · croix noire sur case blanche h3 | croix noire sur case noire f8 · croix noire sur case noire e7 · croix noire sur case blanche f7 · Roi noir sur case noire g7 · croix noire sur case blanche h7 · croix noire sur case blanche e6 · Fou blanc sur case noire c5 · croix noire sur case noire e5 · croix noire sur case blanche f5 · Cavalier blanc sur case noire g5 · Roi blanc sur case noire f4 · croix noire sur case blanche g4 · croix noire sur case noire g3 · croix noire sur case blanche h3 | croix noire sur case noire f8 · croix noire sur case noire e7 · croix noire sur case blanche f7 · Roi noir sur case noire g7 · croix noire sur case blanche h7 · croix noire sur case blanche e6 · Fou blanc sur case noire c5 · croix noire sur case noire e5 · croix noire sur case blanche f5 · Cavalier blanc sur case noire g5 · Roi blanc sur case noire f4 · croix noire sur case blanche g4 · croix noire sur case noire g3 · croix noire sur case blanche h3 | croix noire sur case noire f8 · croix noire sur case noire e7 · croix noire sur case blanche f7 · Roi noir sur case noire g7 · croix noire sur case blanche h7 · croix noire sur case blanche e6 · Fou blanc sur case noire c5 · croix noire sur case noire e5 · croix noire sur case blanche f5 · Cavalier blanc sur case noire g5 · Roi blanc sur case noire f4 · croix noire sur case blanche g4 · croix noire sur case noire g3 · croix noire sur case blanche h3 | croix noire sur case noire f8 · croix noire sur case noire e7 · croix noire sur case blanche f7 · Roi noir sur case noire g7 · croix noire sur case blanche h7 · croix noire sur case blanche e6 · Fou blanc sur case noire c5 · croix noire sur case noire e5 · croix noire sur case blanche f5 · Cavalier blanc sur case noire g5 · Roi blanc sur case noire f4 · croix noire sur case blanche g4 · croix noire sur case noire g3 · croix noire sur case blanche h3 | croix noire sur case noire f8 · croix noire sur case noire e7 · croix noire sur case blanche f7 · Roi noir sur case noire g7 · croix noire sur case blanche h7 · croix noire sur case blanche e6 · Fou blanc sur case noire c5 · croix noire sur case noire e5 · croix noire sur case blanche f5 · Cavalier blanc sur case noire g5 · Roi blanc sur case noire f4 · croix noire sur case blanche g4 · croix noire sur case noire g3 · croix noire sur case blanche h3 | 4 |
| 3 | croix noire sur case noire f8 · croix noire sur case noire e7 · croix noire sur case blanche f7 · Roi noir sur case noire g7 · croix noire sur case blanche h7 · croix noire sur case blanche e6 · Fou blanc sur case noire c5 · croix noire sur case noire e5 · croix noire sur case blanche f5 · Cavalier blanc sur case noire g5 · Roi blanc sur case noire f4 · croix noire sur case blanche g4 · croix noire sur case noire g3 · croix noire sur case blanche h3 | croix noire sur case noire f8 · croix noire sur case noire e7 · croix noire sur case blanche f7 · Roi noir sur case noire g7 · croix noire sur case blanche h7 · croix noire sur case blanche e6 · Fou blanc sur case noire c5 · croix noire sur case noire e5 · croix noire sur case blanche f5 · Cavalier blanc sur case noire g5 · Roi blanc sur case noire f4 · croix noire sur case blanche g4 · croix noire sur case noire g3 · croix noire sur case blanche h3 | croix noire sur case noire f8 · croix noire sur case noire e7 · croix noire sur case blanche f7 · Roi noir sur case noire g7 · croix noire sur case blanche h7 · croix noire sur case blanche e6 · Fou blanc sur case noire c5 · croix noire sur case noire e5 · croix noire sur case blanche f5 · Cavalier blanc sur case noire g5 · Roi blanc sur case noire f4 · croix noire sur case blanche g4 · croix noire sur case noire g3 · croix noire sur case blanche h3 | croix noire sur case noire f8 · croix noire sur case noire e7 · croix noire sur case blanche f7 · Roi noir sur case noire g7 · croix noire sur case blanche h7 · croix noire sur case blanche e6 · Fou blanc sur case noire c5 · croix noire sur case noire e5 · croix noire sur case blanche f5 · Cavalier blanc sur case noire g5 · Roi blanc sur case noire f4 · croix noire sur case blanche g4 · croix noire sur case noire g3 · croix noire sur case blanche h3 | croix noire sur case noire f8 · croix noire sur case noire e7 · croix noire sur case blanche f7 · Roi noir sur case noire g7 · croix noire sur case blanche h7 · croix noire sur case blanche e6 · Fou blanc sur case noire c5 · croix noire sur case noire e5 · croix noire sur case blanche f5 · Cavalier blanc sur case noire g5 · Roi blanc sur case noire f4 · croix noire sur case blanche g4 · croix noire sur case noire g3 · croix noire sur case blanche h3 | croix noire sur case noire f8 · croix noire sur case noire e7 · croix noire sur case blanche f7 · Roi noir sur case noire g7 · croix noire sur case blanche h7 · croix noire sur case blanche e6 · Fou blanc sur case noire c5 · croix noire sur case noire e5 · croix noire sur case blanche f5 · Cavalier blanc sur case noire g5 · Roi blanc sur case noire f4 · croix noire sur case blanche g4 · croix noire sur case noire g3 · croix noire sur case blanche h3 | croix noire sur case noire f8 · croix noire sur case noire e7 · croix noire sur case blanche f7 · Roi noir sur case noire g7 · croix noire sur case blanche h7 · croix noire sur case blanche e6 · Fou blanc sur case noire c5 · croix noire sur case noire e5 · croix noire sur case blanche f5 · Cavalier blanc sur case noire g5 · Roi blanc sur case noire f4 · croix noire sur case blanche g4 · croix noire sur case noire g3 · croix noire sur case blanche h3 | croix noire sur case noire f8 · croix noire sur case noire e7 · croix noire sur case blanche f7 · Roi noir sur case noire g7 · croix noire sur case blanche h7 · croix noire sur case blanche e6 · Fou blanc sur case noire c5 · croix noire sur case noire e5 · croix noire sur case blanche f5 · Cavalier blanc sur case noire g5 · Roi blanc sur case noire f4 · croix noire sur case blanche g4 · croix noire sur case noire g3 · croix noire sur case blanche h3 | 3 |
| 2 | croix noire sur case noire f8 · croix noire sur case noire e7 · croix noire sur case blanche f7 · Roi noir sur case noire g7 · croix noire sur case blanche h7 · croix noire sur case blanche e6 · Fou blanc sur case noire c5 · croix noire sur case noire e5 · croix noire sur case blanche f5 · Cavalier blanc sur case noire g5 · Roi blanc sur case noire f4 · croix noire sur case blanche g4 · croix noire sur case noire g3 · croix noire sur case blanche h3 | croix noire sur case noire f8 · croix noire sur case noire e7 · croix noire sur case blanche f7 · Roi noir sur case noire g7 · croix noire sur case blanche h7 · croix noire sur case blanche e6 · Fou blanc sur case noire c5 · croix noire sur case noire e5 · croix noire sur case blanche f5 · Cavalier blanc sur case noire g5 · Roi blanc sur case noire f4 · croix noire sur case blanche g4 · croix noire sur case noire g3 · croix noire sur case blanche h3 | croix noire sur case noire f8 · croix noire sur case noire e7 · croix noire sur case blanche f7 · Roi noir sur case noire g7 · croix noire sur case blanche h7 · croix noire sur case blanche e6 · Fou blanc sur case noire c5 · croix noire sur case noire e5 · croix noire sur case blanche f5 · Cavalier blanc sur case noire g5 · Roi blanc sur case noire f4 · croix noire sur case blanche g4 · croix noire sur case noire g3 · croix noire sur case blanche h3 | croix noire sur case noire f8 · croix noire sur case noire e7 · croix noire sur case blanche f7 · Roi noir sur case noire g7 · croix noire sur case blanche h7 · croix noire sur case blanche e6 · Fou blanc sur case noire c5 · croix noire sur case noire e5 · croix noire sur case blanche f5 · Cavalier blanc sur case noire g5 · Roi blanc sur case noire f4 · croix noire sur case blanche g4 · croix noire sur case noire g3 · croix noire sur case blanche h3 | croix noire sur case noire f8 · croix noire sur case noire e7 · croix noire sur case blanche f7 · Roi noir sur case noire g7 · croix noire sur case blanche h7 · croix noire sur case blanche e6 · Fou blanc sur case noire c5 · croix noire sur case noire e5 · croix noire sur case blanche f5 · Cavalier blanc sur case noire g5 · Roi blanc sur case noire f4 · croix noire sur case blanche g4 · croix noire sur case noire g3 · croix noire sur case blanche h3 | croix noire sur case noire f8 · croix noire sur case noire e7 · croix noire sur case blanche f7 · Roi noir sur case noire g7 · croix noire sur case blanche h7 · croix noire sur case blanche e6 · Fou blanc sur case noire c5 · croix noire sur case noire e5 · croix noire sur case blanche f5 · Cavalier blanc sur case noire g5 · Roi blanc sur case noire f4 · croix noire sur case blanche g4 · croix noire sur case noire g3 · croix noire sur case blanche h3 | croix noire sur case noire f8 · croix noire sur case noire e7 · croix noire sur case blanche f7 · Roi noir sur case noire g7 · croix noire sur case blanche h7 · croix noire sur case blanche e6 · Fou blanc sur case noire c5 · croix noire sur case noire e5 · croix noire sur case blanche f5 · Cavalier blanc sur case noire g5 · Roi blanc sur case noire f4 · croix noire sur case blanche g4 · croix noire sur case noire g3 · croix noire sur case blanche h3 | croix noire sur case noire f8 · croix noire sur case noire e7 · croix noire sur case blanche f7 · Roi noir sur case noire g7 · croix noire sur case blanche h7 · croix noire sur case blanche e6 · Fou blanc sur case noire c5 · croix noire sur case noire e5 · croix noire sur case blanche f5 · Cavalier blanc sur case noire g5 · Roi blanc sur case noire f4 · croix noire sur case blanche g4 · croix noire sur case noire g3 · croix noire sur case blanche h3 | 2 |
| 1 | croix noire sur case noire f8 · croix noire sur case noire e7 · croix noire sur case blanche f7 · Roi noir sur case noire g7 · croix noire sur case blanche h7 · croix noire sur case blanche e6 · Fou blanc sur case noire c5 · croix noire sur case noire e5 · croix noire sur case blanche f5 · Cavalier blanc sur case noire g5 · Roi blanc sur case noire f4 · croix noire sur case blanche g4 · croix noire sur case noire g3 · croix noire sur case blanche h3 | croix noire sur case noire f8 · croix noire sur case noire e7 · croix noire sur case blanche f7 · Roi noir sur case noire g7 · croix noire sur case blanche h7 · croix noire sur case blanche e6 · Fou blanc sur case noire c5 · croix noire sur case noire e5 · croix noire sur case blanche f5 · Cavalier blanc sur case noire g5 · Roi blanc sur case noire f4 · croix noire sur case blanche g4 · croix noire sur case noire g3 · croix noire sur case blanche h3 | croix noire sur case noire f8 · croix noire sur case noire e7 · croix noire sur case blanche f7 · Roi noir sur case noire g7 · croix noire sur case blanche h7 · croix noire sur case blanche e6 · Fou blanc sur case noire c5 · croix noire sur case noire e5 · croix noire sur case blanche f5 · Cavalier blanc sur case noire g5 · Roi blanc sur case noire f4 · croix noire sur case blanche g4 · croix noire sur case noire g3 · croix noire sur case blanche h3 | croix noire sur case noire f8 · croix noire sur case noire e7 · croix noire sur case blanche f7 · Roi noir sur case noire g7 · croix noire sur case blanche h7 · croix noire sur case blanche e6 · Fou blanc sur case noire c5 · croix noire sur case noire e5 · croix noire sur case blanche f5 · Cavalier blanc sur case noire g5 · Roi blanc sur case noire f4 · croix noire sur case blanche g4 · croix noire sur case noire g3 · croix noire sur case blanche h3 | croix noire sur case noire f8 · croix noire sur case noire e7 · croix noire sur case blanche f7 · Roi noir sur case noire g7 · croix noire sur case blanche h7 · croix noire sur case blanche e6 · Fou blanc sur case noire c5 · croix noire sur case noire e5 · croix noire sur case blanche f5 · Cavalier blanc sur case noire g5 · Roi blanc sur case noire f4 · croix noire sur case blanche g4 · croix noire sur case noire g3 · croix noire sur case blanche h3 | croix noire sur case noire f8 · croix noire sur case noire e7 · croix noire sur case blanche f7 · Roi noir sur case noire g7 · croix noire sur case blanche h7 · croix noire sur case blanche e6 · Fou blanc sur case noire c5 · croix noire sur case noire e5 · croix noire sur case blanche f5 · Cavalier blanc sur case noire g5 · Roi blanc sur case noire f4 · croix noire sur case blanche g4 · croix noire sur case noire g3 · croix noire sur case blanche h3 | croix noire sur case noire f8 · croix noire sur case noire e7 · croix noire sur case blanche f7 · Roi noir sur case noire g7 · croix noire sur case blanche h7 · croix noire sur case blanche e6 · Fou blanc sur case noire c5 · croix noire sur case noire e5 · croix noire sur case blanche f5 · Cavalier blanc sur case noire g5 · Roi blanc sur case noire f4 · croix noire sur case blanche g4 · croix noire sur case noire g3 · croix noire sur case blanche h3 | croix noire sur case noire f8 · croix noire sur case noire e7 · croix noire sur case blanche f7 · Roi noir sur case noire g7 · croix noire sur case blanche h7 · croix noire sur case blanche e6 · Fou blanc sur case noire c5 · croix noire sur case noire e5 · croix noire sur case blanche f5 · Cavalier blanc sur case noire g5 · Roi blanc sur case noire f4 · croix noire sur case blanche g4 · croix noire sur case noire g3 · croix noire sur case blanche h3 | 1 |
|   | a | b | c | d | e | f | g | h |   |

Le zigzag du cavalier (g3, e4, g5 et e6), aide à garder le confinement. Pour progresser, il faut cependant très brièvement lâcher la bride (13... Rg6) et créer une cage.
7.... Rh1 8. Cf5 Rg1 9. Cg3 Rh2 10. Fc5 Rh3 11. Fg1 Rh4 12. Ce4! Rh5 (12... Rh3 13. Cg5+ Rh4 14. Rf4) 13. Rf4 Rg6 14. Cg5 Rg7 15. Fc5

### Restreindre l'espace et mater
|   | a | b | c | d | e | f | g | h |   |
| 8 | Cavalier blanc sur case blanche e6 · Roi noir sur case noire h6 · Roi blanc sur case blanche f5 · Fou blanc sur case noire g5 | Cavalier blanc sur case blanche e6 · Roi noir sur case noire h6 · Roi blanc sur case blanche f5 · Fou blanc sur case noire g5 | Cavalier blanc sur case blanche e6 · Roi noir sur case noire h6 · Roi blanc sur case blanche f5 · Fou blanc sur case noire g5 | Cavalier blanc sur case blanche e6 · Roi noir sur case noire h6 · Roi blanc sur case blanche f5 · Fou blanc sur case noire g5 | Cavalier blanc sur case blanche e6 · Roi noir sur case noire h6 · Roi blanc sur case blanche f5 · Fou blanc sur case noire g5 | Cavalier blanc sur case blanche e6 · Roi noir sur case noire h6 · Roi blanc sur case blanche f5 · Fou blanc sur case noire g5 | Cavalier blanc sur case blanche e6 · Roi noir sur case noire h6 · Roi blanc sur case blanche f5 · Fou blanc sur case noire g5 | Cavalier blanc sur case blanche e6 · Roi noir sur case noire h6 · Roi blanc sur case blanche f5 · Fou blanc sur case noire g5 | 8 |
| 7 | Cavalier blanc sur case blanche e6 · Roi noir sur case noire h6 · Roi blanc sur case blanche f5 · Fou blanc sur case noire g5 | Cavalier blanc sur case blanche e6 · Roi noir sur case noire h6 · Roi blanc sur case blanche f5 · Fou blanc sur case noire g5 | Cavalier blanc sur case blanche e6 · Roi noir sur case noire h6 · Roi blanc sur case blanche f5 · Fou blanc sur case noire g5 | Cavalier blanc sur case blanche e6 · Roi noir sur case noire h6 · Roi blanc sur case blanche f5 · Fou blanc sur case noire g5 | Cavalier blanc sur case blanche e6 · Roi noir sur case noire h6 · Roi blanc sur case blanche f5 · Fou blanc sur case noire g5 | Cavalier blanc sur case blanche e6 · Roi noir sur case noire h6 · Roi blanc sur case blanche f5 · Fou blanc sur case noire g5 | Cavalier blanc sur case blanche e6 · Roi noir sur case noire h6 · Roi blanc sur case blanche f5 · Fou blanc sur case noire g5 | Cavalier blanc sur case blanche e6 · Roi noir sur case noire h6 · Roi blanc sur case blanche f5 · Fou blanc sur case noire g5 | 7 |
| 6 | Cavalier blanc sur case blanche e6 · Roi noir sur case noire h6 · Roi blanc sur case blanche f5 · Fou blanc sur case noire g5 | Cavalier blanc sur case blanche e6 · Roi noir sur case noire h6 · Roi blanc sur case blanche f5 · Fou blanc sur case noire g5 | Cavalier blanc sur case blanche e6 · Roi noir sur case noire h6 · Roi blanc sur case blanche f5 · Fou blanc sur case noire g5 | Cavalier blanc sur case blanche e6 · Roi noir sur case noire h6 · Roi blanc sur case blanche f5 · Fou blanc sur case noire g5 | Cavalier blanc sur case blanche e6 · Roi noir sur case noire h6 · Roi blanc sur case blanche f5 · Fou blanc sur case noire g5 | Cavalier blanc sur case blanche e6 · Roi noir sur case noire h6 · Roi blanc sur case blanche f5 · Fou blanc sur case noire g5 | Cavalier blanc sur case blanche e6 · Roi noir sur case noire h6 · Roi blanc sur case blanche f5 · Fou blanc sur case noire g5 | Cavalier blanc sur case blanche e6 · Roi noir sur case noire h6 · Roi blanc sur case blanche f5 · Fou blanc sur case noire g5 | 6 |
| 5 | Cavalier blanc sur case blanche e6 · Roi noir sur case noire h6 · Roi blanc sur case blanche f5 · Fou blanc sur case noire g5 | Cavalier blanc sur case blanche e6 · Roi noir sur case noire h6 · Roi blanc sur case blanche f5 · Fou blanc sur case noire g5 | Cavalier blanc sur case blanche e6 · Roi noir sur case noire h6 · Roi blanc sur case blanche f5 · Fou blanc sur case noire g5 | Cavalier blanc sur case blanche e6 · Roi noir sur case noire h6 · Roi blanc sur case blanche f5 · Fou blanc sur case noire g5 | Cavalier blanc sur case blanche e6 · Roi noir sur case noire h6 · Roi blanc sur case blanche f5 · Fou blanc sur case noire g5 | Cavalier blanc sur case blanche e6 · Roi noir sur case noire h6 · Roi blanc sur case blanche f5 · Fou blanc sur case noire g5 | Cavalier blanc sur case blanche e6 · Roi noir sur case noire h6 · Roi blanc sur case blanche f5 · Fou blanc sur case noire g5 | Cavalier blanc sur case blanche e6 · Roi noir sur case noire h6 · Roi blanc sur case blanche f5 · Fou blanc sur case noire g5 | 5 |
| 4 | Cavalier blanc sur case blanche e6 · Roi noir sur case noire h6 · Roi blanc sur case blanche f5 · Fou blanc sur case noire g5 | Cavalier blanc sur case blanche e6 · Roi noir sur case noire h6 · Roi blanc sur case blanche f5 · Fou blanc sur case noire g5 | Cavalier blanc sur case blanche e6 · Roi noir sur case noire h6 · Roi blanc sur case blanche f5 · Fou blanc sur case noire g5 | Cavalier blanc sur case blanche e6 · Roi noir sur case noire h6 · Roi blanc sur case blanche f5 · Fou blanc sur case noire g5 | Cavalier blanc sur case blanche e6 · Roi noir sur case noire h6 · Roi blanc sur case blanche f5 · Fou blanc sur case noire g5 | Cavalier blanc sur case blanche e6 · Roi noir sur case noire h6 · Roi blanc sur case blanche f5 · Fou blanc sur case noire g5 | Cavalier blanc sur case blanche e6 · Roi noir sur case noire h6 · Roi blanc sur case blanche f5 · Fou blanc sur case noire g5 | Cavalier blanc sur case blanche e6 · Roi noir sur case noire h6 · Roi blanc sur case blanche f5 · Fou blanc sur case noire g5 | 4 |
| 3 | Cavalier blanc sur case blanche e6 · Roi noir sur case noire h6 · Roi blanc sur case blanche f5 · Fou blanc sur case noire g5 | Cavalier blanc sur case blanche e6 · Roi noir sur case noire h6 · Roi blanc sur case blanche f5 · Fou blanc sur case noire g5 | Cavalier blanc sur case blanche e6 · Roi noir sur case noire h6 · Roi blanc sur case blanche f5 · Fou blanc sur case noire g5 | Cavalier blanc sur case blanche e6 · Roi noir sur case noire h6 · Roi blanc sur case blanche f5 · Fou blanc sur case noire g5 | Cavalier blanc sur case blanche e6 · Roi noir sur case noire h6 · Roi blanc sur case blanche f5 · Fou blanc sur case noire g5 | Cavalier blanc sur case blanche e6 · Roi noir sur case noire h6 · Roi blanc sur case blanche f5 · Fou blanc sur case noire g5 | Cavalier blanc sur case blanche e6 · Roi noir sur case noire h6 · Roi blanc sur case blanche f5 · Fou blanc sur case noire g5 | Cavalier blanc sur case blanche e6 · Roi noir sur case noire h6 · Roi blanc sur case blanche f5 · Fou blanc sur case noire g5 | 3 |
| 2 | Cavalier blanc sur case blanche e6 · Roi noir sur case noire h6 · Roi blanc sur case blanche f5 · Fou blanc sur case noire g5 | Cavalier blanc sur case blanche e6 · Roi noir sur case noire h6 · Roi blanc sur case blanche f5 · Fou blanc sur case noire g5 | Cavalier blanc sur case blanche e6 · Roi noir sur case noire h6 · Roi blanc sur case blanche f5 · Fou blanc sur case noire g5 | Cavalier blanc sur case blanche e6 · Roi noir sur case noire h6 · Roi blanc sur case blanche f5 · Fou blanc sur case noire g5 | Cavalier blanc sur case blanche e6 · Roi noir sur case noire h6 · Roi blanc sur case blanche f5 · Fou blanc sur case noire g5 | Cavalier blanc sur case blanche e6 · Roi noir sur case noire h6 · Roi blanc sur case blanche f5 · Fou blanc sur case noire g5 | Cavalier blanc sur case blanche e6 · Roi noir sur case noire h6 · Roi blanc sur case blanche f5 · Fou blanc sur case noire g5 | Cavalier blanc sur case blanche e6 · Roi noir sur case noire h6 · Roi blanc sur case blanche f5 · Fou blanc sur case noire g5 | 2 |
| 1 | Cavalier blanc sur case blanche e6 · Roi noir sur case noire h6 · Roi blanc sur case blanche f5 · Fou blanc sur case noire g5 | Cavalier blanc sur case blanche e6 · Roi noir sur case noire h6 · Roi blanc sur case blanche f5 · Fou blanc sur case noire g5 | Cavalier blanc sur case blanche e6 · Roi noir sur case noire h6 · Roi blanc sur case blanche f5 · Fou blanc sur case noire g5 | Cavalier blanc sur case blanche e6 · Roi noir sur case noire h6 · Roi blanc sur case blanche f5 · Fou blanc sur case noire g5 | Cavalier blanc sur case blanche e6 · Roi noir sur case noire h6 · Roi blanc sur case blanche f5 · Fou blanc sur case noire g5 | Cavalier blanc sur case blanche e6 · Roi noir sur case noire h6 · Roi blanc sur case blanche f5 · Fou blanc sur case noire g5 | Cavalier blanc sur case blanche e6 · Roi noir sur case noire h6 · Roi blanc sur case blanche f5 · Fou blanc sur case noire g5 | Cavalier blanc sur case blanche e6 · Roi noir sur case noire h6 · Roi blanc sur case blanche f5 · Fou blanc sur case noire g5 | 1 |
|   | a | b | c | d | e | f | g | h |   |

15.... Rf6 16. Fb4 Perd volontairement un temps. 16.... Rg6 17. Fc3 Rh5 18. Rf5 Rh4 19. Fe1+ Rh5 20. Ce6 Rh6 21. Fb4 Rh5 22. Fe7 Rh6 23. Fg5+ Rh7 24. Rf6 Rg8 25. Rg6 Rh8 26. Rf7! Rh7 27. Cf8+ Rh8 28. Ff6#

## Technique dite des Triangles de Delétang
|   | a | b | c | d | e | f | g | h |   |
| 8 | Roi blanc sur case noire g7 · Cavalier blanc sur case blanche c4 · Roi noir sur case blanche f3 · Fou blanc sur case blanche c2 | Roi blanc sur case noire g7 · Cavalier blanc sur case blanche c4 · Roi noir sur case blanche f3 · Fou blanc sur case blanche c2 | Roi blanc sur case noire g7 · Cavalier blanc sur case blanche c4 · Roi noir sur case blanche f3 · Fou blanc sur case blanche c2 | Roi blanc sur case noire g7 · Cavalier blanc sur case blanche c4 · Roi noir sur case blanche f3 · Fou blanc sur case blanche c2 | Roi blanc sur case noire g7 · Cavalier blanc sur case blanche c4 · Roi noir sur case blanche f3 · Fou blanc sur case blanche c2 | Roi blanc sur case noire g7 · Cavalier blanc sur case blanche c4 · Roi noir sur case blanche f3 · Fou blanc sur case blanche c2 | Roi blanc sur case noire g7 · Cavalier blanc sur case blanche c4 · Roi noir sur case blanche f3 · Fou blanc sur case blanche c2 | Roi blanc sur case noire g7 · Cavalier blanc sur case blanche c4 · Roi noir sur case blanche f3 · Fou blanc sur case blanche c2 | 8 |
| 7 | Roi blanc sur case noire g7 · Cavalier blanc sur case blanche c4 · Roi noir sur case blanche f3 · Fou blanc sur case blanche c2 | Roi blanc sur case noire g7 · Cavalier blanc sur case blanche c4 · Roi noir sur case blanche f3 · Fou blanc sur case blanche c2 | Roi blanc sur case noire g7 · Cavalier blanc sur case blanche c4 · Roi noir sur case blanche f3 · Fou blanc sur case blanche c2 | Roi blanc sur case noire g7 · Cavalier blanc sur case blanche c4 · Roi noir sur case blanche f3 · Fou blanc sur case blanche c2 | Roi blanc sur case noire g7 · Cavalier blanc sur case blanche c4 · Roi noir sur case blanche f3 · Fou blanc sur case blanche c2 | Roi blanc sur case noire g7 · Cavalier blanc sur case blanche c4 · Roi noir sur case blanche f3 · Fou blanc sur case blanche c2 | Roi blanc sur case noire g7 · Cavalier blanc sur case blanche c4 · Roi noir sur case blanche f3 · Fou blanc sur case blanche c2 | Roi blanc sur case noire g7 · Cavalier blanc sur case blanche c4 · Roi noir sur case blanche f3 · Fou blanc sur case blanche c2 | 7 |
| 6 | Roi blanc sur case noire g7 · Cavalier blanc sur case blanche c4 · Roi noir sur case blanche f3 · Fou blanc sur case blanche c2 | Roi blanc sur case noire g7 · Cavalier blanc sur case blanche c4 · Roi noir sur case blanche f3 · Fou blanc sur case blanche c2 | Roi blanc sur case noire g7 · Cavalier blanc sur case blanche c4 · Roi noir sur case blanche f3 · Fou blanc sur case blanche c2 | Roi blanc sur case noire g7 · Cavalier blanc sur case blanche c4 · Roi noir sur case blanche f3 · Fou blanc sur case blanche c2 | Roi blanc sur case noire g7 · Cavalier blanc sur case blanche c4 · Roi noir sur case blanche f3 · Fou blanc sur case blanche c2 | Roi blanc sur case noire g7 · Cavalier blanc sur case blanche c4 · Roi noir sur case blanche f3 · Fou blanc sur case blanche c2 | Roi blanc sur case noire g7 · Cavalier blanc sur case blanche c4 · Roi noir sur case blanche f3 · Fou blanc sur case blanche c2 | Roi blanc sur case noire g7 · Cavalier blanc sur case blanche c4 · Roi noir sur case blanche f3 · Fou blanc sur case blanche c2 | 6 |
| 5 | Roi blanc sur case noire g7 · Cavalier blanc sur case blanche c4 · Roi noir sur case blanche f3 · Fou blanc sur case blanche c2 | Roi blanc sur case noire g7 · Cavalier blanc sur case blanche c4 · Roi noir sur case blanche f3 · Fou blanc sur case blanche c2 | Roi blanc sur case noire g7 · Cavalier blanc sur case blanche c4 · Roi noir sur case blanche f3 · Fou blanc sur case blanche c2 | Roi blanc sur case noire g7 · Cavalier blanc sur case blanche c4 · Roi noir sur case blanche f3 · Fou blanc sur case blanche c2 | Roi blanc sur case noire g7 · Cavalier blanc sur case blanche c4 · Roi noir sur case blanche f3 · Fou blanc sur case blanche c2 | Roi blanc sur case noire g7 · Cavalier blanc sur case blanche c4 · Roi noir sur case blanche f3 · Fou blanc sur case blanche c2 | Roi blanc sur case noire g7 · Cavalier blanc sur case blanche c4 · Roi noir sur case blanche f3 · Fou blanc sur case blanche c2 | Roi blanc sur case noire g7 · Cavalier blanc sur case blanche c4 · Roi noir sur case blanche f3 · Fou blanc sur case blanche c2 | 5 |
| 4 | Roi blanc sur case noire g7 · Cavalier blanc sur case blanche c4 · Roi noir sur case blanche f3 · Fou blanc sur case blanche c2 | Roi blanc sur case noire g7 · Cavalier blanc sur case blanche c4 · Roi noir sur case blanche f3 · Fou blanc sur case blanche c2 | Roi blanc sur case noire g7 · Cavalier blanc sur case blanche c4 · Roi noir sur case blanche f3 · Fou blanc sur case blanche c2 | Roi blanc sur case noire g7 · Cavalier blanc sur case blanche c4 · Roi noir sur case blanche f3 · Fou blanc sur case blanche c2 | Roi blanc sur case noire g7 · Cavalier blanc sur case blanche c4 · Roi noir sur case blanche f3 · Fou blanc sur case blanche c2 | Roi blanc sur case noire g7 · Cavalier blanc sur case blanche c4 · Roi noir sur case blanche f3 · Fou blanc sur case blanche c2 | Roi blanc sur case noire g7 · Cavalier blanc sur case blanche c4 · Roi noir sur case blanche f3 · Fou blanc sur case blanche c2 | Roi blanc sur case noire g7 · Cavalier blanc sur case blanche c4 · Roi noir sur case blanche f3 · Fou blanc sur case blanche c2 | 4 |
| 3 | Roi blanc sur case noire g7 · Cavalier blanc sur case blanche c4 · Roi noir sur case blanche f3 · Fou blanc sur case blanche c2 | Roi blanc sur case noire g7 · Cavalier blanc sur case blanche c4 · Roi noir sur case blanche f3 · Fou blanc sur case blanche c2 | Roi blanc sur case noire g7 · Cavalier blanc sur case blanche c4 · Roi noir sur case blanche f3 · Fou blanc sur case blanche c2 | Roi blanc sur case noire g7 · Cavalier blanc sur case blanche c4 · Roi noir sur case blanche f3 · Fou blanc sur case blanche c2 | Roi blanc sur case noire g7 · Cavalier blanc sur case blanche c4 · Roi noir sur case blanche f3 · Fou blanc sur case blanche c2 | Roi blanc sur case noire g7 · Cavalier blanc sur case blanche c4 · Roi noir sur case blanche f3 · Fou blanc sur case blanche c2 | Roi blanc sur case noire g7 · Cavalier blanc sur case blanche c4 · Roi noir sur case blanche f3 · Fou blanc sur case blanche c2 | Roi blanc sur case noire g7 · Cavalier blanc sur case blanche c4 · Roi noir sur case blanche f3 · Fou blanc sur case blanche c2 | 3 |
| 2 | Roi blanc sur case noire g7 · Cavalier blanc sur case blanche c4 · Roi noir sur case blanche f3 · Fou blanc sur case blanche c2 | Roi blanc sur case noire g7 · Cavalier blanc sur case blanche c4 · Roi noir sur case blanche f3 · Fou blanc sur case blanche c2 | Roi blanc sur case noire g7 · Cavalier blanc sur case blanche c4 · Roi noir sur case blanche f3 · Fou blanc sur case blanche c2 | Roi blanc sur case noire g7 · Cavalier blanc sur case blanche c4 · Roi noir sur case blanche f3 · Fou blanc sur case blanche c2 | Roi blanc sur case noire g7 · Cavalier blanc sur case blanche c4 · Roi noir sur case blanche f3 · Fou blanc sur case blanche c2 | Roi blanc sur case noire g7 · Cavalier blanc sur case blanche c4 · Roi noir sur case blanche f3 · Fou blanc sur case blanche c2 | Roi blanc sur case noire g7 · Cavalier blanc sur case blanche c4 · Roi noir sur case blanche f3 · Fou blanc sur case blanche c2 | Roi blanc sur case noire g7 · Cavalier blanc sur case blanche c4 · Roi noir sur case blanche f3 · Fou blanc sur case blanche c2 | 2 |
| 1 | Roi blanc sur case noire g7 · Cavalier blanc sur case blanche c4 · Roi noir sur case blanche f3 · Fou blanc sur case blanche c2 | Roi blanc sur case noire g7 · Cavalier blanc sur case blanche c4 · Roi noir sur case blanche f3 · Fou blanc sur case blanche c2 | Roi blanc sur case noire g7 · Cavalier blanc sur case blanche c4 · Roi noir sur case blanche f3 · Fou blanc sur case blanche c2 | Roi blanc sur case noire g7 · Cavalier blanc sur case blanche c4 · Roi noir sur case blanche f3 · Fou blanc sur case blanche c2 | Roi blanc sur case noire g7 · Cavalier blanc sur case blanche c4 · Roi noir sur case blanche f3 · Fou blanc sur case blanche c2 | Roi blanc sur case noire g7 · Cavalier blanc sur case blanche c4 · Roi noir sur case blanche f3 · Fou blanc sur case blanche c2 | Roi blanc sur case noire g7 · Cavalier blanc sur case blanche c4 · Roi noir sur case blanche f3 · Fou blanc sur case blanche c2 | Roi blanc sur case noire g7 · Cavalier blanc sur case blanche c4 · Roi noir sur case blanche f3 · Fou blanc sur case blanche c2 | 1 |
|   | a | b | c | d | e | f | g | h |   |

Cette méthode porte le nom de Daniel Delétang, un Français qui vivait en Argentine dans les années 1920, et publia son analyse en 1923. Le Roi seul n'est pas repoussé dans le bon coin colonne par colonne ou traverse par traverse, mais de diagonale en diagonale. Pour un coin de mat en h1, cette dernière case est le sommet commun de trois Triangles imbriqués les uns dans les autres. L'emplacement du Roi blanc n'est essentiel que pour le grand Triangle: soit en g7, si dans le grand Triangle de départ (voir 1er diagramme) le Cavalier est en c4, soit en b2, si dans le grand Triangle de départ (voir 2d diagramme) le Cavalier est en e6. Dans ces deux cas, le Roi nu est empêché d'aller au centre par l'action combinée du Roi blanc, du Cavalier et du Fou, qui garde la diagonale b1-h7. Ce Fou passera dès que possible de la diagonale b1-h7 à la diagonale d1-h5 (formant ainsi le triangle médian) puis enfin à la diagonale f1-h3 (formant ainsi le petit triangle). Le Fou défendant les cases blanches, ce sont le Roi blanc et le Cavalier qui bloqueront complémentairement les cases noires. Logiquement, le Roi noir, cherchant à retarder au maximum le mat, tentera de rester le plus longtemps possible près du centre de l'échiquier.
|   | a | b | c | d | e | f | g | h |   |
| 8 | Cavalier blanc sur case blanche e6 · Roi noir sur case noire e3 · Roi blanc sur case noire b2 · Fou blanc sur case blanche c2 | Cavalier blanc sur case blanche e6 · Roi noir sur case noire e3 · Roi blanc sur case noire b2 · Fou blanc sur case blanche c2 | Cavalier blanc sur case blanche e6 · Roi noir sur case noire e3 · Roi blanc sur case noire b2 · Fou blanc sur case blanche c2 | Cavalier blanc sur case blanche e6 · Roi noir sur case noire e3 · Roi blanc sur case noire b2 · Fou blanc sur case blanche c2 | Cavalier blanc sur case blanche e6 · Roi noir sur case noire e3 · Roi blanc sur case noire b2 · Fou blanc sur case blanche c2 | Cavalier blanc sur case blanche e6 · Roi noir sur case noire e3 · Roi blanc sur case noire b2 · Fou blanc sur case blanche c2 | Cavalier blanc sur case blanche e6 · Roi noir sur case noire e3 · Roi blanc sur case noire b2 · Fou blanc sur case blanche c2 | Cavalier blanc sur case blanche e6 · Roi noir sur case noire e3 · Roi blanc sur case noire b2 · Fou blanc sur case blanche c2 | 8 |
| 7 | Cavalier blanc sur case blanche e6 · Roi noir sur case noire e3 · Roi blanc sur case noire b2 · Fou blanc sur case blanche c2 | Cavalier blanc sur case blanche e6 · Roi noir sur case noire e3 · Roi blanc sur case noire b2 · Fou blanc sur case blanche c2 | Cavalier blanc sur case blanche e6 · Roi noir sur case noire e3 · Roi blanc sur case noire b2 · Fou blanc sur case blanche c2 | Cavalier blanc sur case blanche e6 · Roi noir sur case noire e3 · Roi blanc sur case noire b2 · Fou blanc sur case blanche c2 | Cavalier blanc sur case blanche e6 · Roi noir sur case noire e3 · Roi blanc sur case noire b2 · Fou blanc sur case blanche c2 | Cavalier blanc sur case blanche e6 · Roi noir sur case noire e3 · Roi blanc sur case noire b2 · Fou blanc sur case blanche c2 | Cavalier blanc sur case blanche e6 · Roi noir sur case noire e3 · Roi blanc sur case noire b2 · Fou blanc sur case blanche c2 | Cavalier blanc sur case blanche e6 · Roi noir sur case noire e3 · Roi blanc sur case noire b2 · Fou blanc sur case blanche c2 | 7 |
| 6 | Cavalier blanc sur case blanche e6 · Roi noir sur case noire e3 · Roi blanc sur case noire b2 · Fou blanc sur case blanche c2 | Cavalier blanc sur case blanche e6 · Roi noir sur case noire e3 · Roi blanc sur case noire b2 · Fou blanc sur case blanche c2 | Cavalier blanc sur case blanche e6 · Roi noir sur case noire e3 · Roi blanc sur case noire b2 · Fou blanc sur case blanche c2 | Cavalier blanc sur case blanche e6 · Roi noir sur case noire e3 · Roi blanc sur case noire b2 · Fou blanc sur case blanche c2 | Cavalier blanc sur case blanche e6 · Roi noir sur case noire e3 · Roi blanc sur case noire b2 · Fou blanc sur case blanche c2 | Cavalier blanc sur case blanche e6 · Roi noir sur case noire e3 · Roi blanc sur case noire b2 · Fou blanc sur case blanche c2 | Cavalier blanc sur case blanche e6 · Roi noir sur case noire e3 · Roi blanc sur case noire b2 · Fou blanc sur case blanche c2 | Cavalier blanc sur case blanche e6 · Roi noir sur case noire e3 · Roi blanc sur case noire b2 · Fou blanc sur case blanche c2 | 6 |
| 5 | Cavalier blanc sur case blanche e6 · Roi noir sur case noire e3 · Roi blanc sur case noire b2 · Fou blanc sur case blanche c2 | Cavalier blanc sur case blanche e6 · Roi noir sur case noire e3 · Roi blanc sur case noire b2 · Fou blanc sur case blanche c2 | Cavalier blanc sur case blanche e6 · Roi noir sur case noire e3 · Roi blanc sur case noire b2 · Fou blanc sur case blanche c2 | Cavalier blanc sur case blanche e6 · Roi noir sur case noire e3 · Roi blanc sur case noire b2 · Fou blanc sur case blanche c2 | Cavalier blanc sur case blanche e6 · Roi noir sur case noire e3 · Roi blanc sur case noire b2 · Fou blanc sur case blanche c2 | Cavalier blanc sur case blanche e6 · Roi noir sur case noire e3 · Roi blanc sur case noire b2 · Fou blanc sur case blanche c2 | Cavalier blanc sur case blanche e6 · Roi noir sur case noire e3 · Roi blanc sur case noire b2 · Fou blanc sur case blanche c2 | Cavalier blanc sur case blanche e6 · Roi noir sur case noire e3 · Roi blanc sur case noire b2 · Fou blanc sur case blanche c2 | 5 |
| 4 | Cavalier blanc sur case blanche e6 · Roi noir sur case noire e3 · Roi blanc sur case noire b2 · Fou blanc sur case blanche c2 | Cavalier blanc sur case blanche e6 · Roi noir sur case noire e3 · Roi blanc sur case noire b2 · Fou blanc sur case blanche c2 | Cavalier blanc sur case blanche e6 · Roi noir sur case noire e3 · Roi blanc sur case noire b2 · Fou blanc sur case blanche c2 | Cavalier blanc sur case blanche e6 · Roi noir sur case noire e3 · Roi blanc sur case noire b2 · Fou blanc sur case blanche c2 | Cavalier blanc sur case blanche e6 · Roi noir sur case noire e3 · Roi blanc sur case noire b2 · Fou blanc sur case blanche c2 | Cavalier blanc sur case blanche e6 · Roi noir sur case noire e3 · Roi blanc sur case noire b2 · Fou blanc sur case blanche c2 | Cavalier blanc sur case blanche e6 · Roi noir sur case noire e3 · Roi blanc sur case noire b2 · Fou blanc sur case blanche c2 | Cavalier blanc sur case blanche e6 · Roi noir sur case noire e3 · Roi blanc sur case noire b2 · Fou blanc sur case blanche c2 | 4 |
| 3 | Cavalier blanc sur case blanche e6 · Roi noir sur case noire e3 · Roi blanc sur case noire b2 · Fou blanc sur case blanche c2 | Cavalier blanc sur case blanche e6 · Roi noir sur case noire e3 · Roi blanc sur case noire b2 · Fou blanc sur case blanche c2 | Cavalier blanc sur case blanche e6 · Roi noir sur case noire e3 · Roi blanc sur case noire b2 · Fou blanc sur case blanche c2 | Cavalier blanc sur case blanche e6 · Roi noir sur case noire e3 · Roi blanc sur case noire b2 · Fou blanc sur case blanche c2 | Cavalier blanc sur case blanche e6 · Roi noir sur case noire e3 · Roi blanc sur case noire b2 · Fou blanc sur case blanche c2 | Cavalier blanc sur case blanche e6 · Roi noir sur case noire e3 · Roi blanc sur case noire b2 · Fou blanc sur case blanche c2 | Cavalier blanc sur case blanche e6 · Roi noir sur case noire e3 · Roi blanc sur case noire b2 · Fou blanc sur case blanche c2 | Cavalier blanc sur case blanche e6 · Roi noir sur case noire e3 · Roi blanc sur case noire b2 · Fou blanc sur case blanche c2 | 3 |
| 2 | Cavalier blanc sur case blanche e6 · Roi noir sur case noire e3 · Roi blanc sur case noire b2 · Fou blanc sur case blanche c2 | Cavalier blanc sur case blanche e6 · Roi noir sur case noire e3 · Roi blanc sur case noire b2 · Fou blanc sur case blanche c2 | Cavalier blanc sur case blanche e6 · Roi noir sur case noire e3 · Roi blanc sur case noire b2 · Fou blanc sur case blanche c2 | Cavalier blanc sur case blanche e6 · Roi noir sur case noire e3 · Roi blanc sur case noire b2 · Fou blanc sur case blanche c2 | Cavalier blanc sur case blanche e6 · Roi noir sur case noire e3 · Roi blanc sur case noire b2 · Fou blanc sur case blanche c2 | Cavalier blanc sur case blanche e6 · Roi noir sur case noire e3 · Roi blanc sur case noire b2 · Fou blanc sur case blanche c2 | Cavalier blanc sur case blanche e6 · Roi noir sur case noire e3 · Roi blanc sur case noire b2 · Fou blanc sur case blanche c2 | Cavalier blanc sur case blanche e6 · Roi noir sur case noire e3 · Roi blanc sur case noire b2 · Fou blanc sur case blanche c2 | 2 |
| 1 | Cavalier blanc sur case blanche e6 · Roi noir sur case noire e3 · Roi blanc sur case noire b2 · Fou blanc sur case blanche c2 | Cavalier blanc sur case blanche e6 · Roi noir sur case noire e3 · Roi blanc sur case noire b2 · Fou blanc sur case blanche c2 | Cavalier blanc sur case blanche e6 · Roi noir sur case noire e3 · Roi blanc sur case noire b2 · Fou blanc sur case blanche c2 | Cavalier blanc sur case blanche e6 · Roi noir sur case noire e3 · Roi blanc sur case noire b2 · Fou blanc sur case blanche c2 | Cavalier blanc sur case blanche e6 · Roi noir sur case noire e3 · Roi blanc sur case noire b2 · Fou blanc sur case blanche c2 | Cavalier blanc sur case blanche e6 · Roi noir sur case noire e3 · Roi blanc sur case noire b2 · Fou blanc sur case blanche c2 | Cavalier blanc sur case blanche e6 · Roi noir sur case noire e3 · Roi blanc sur case noire b2 · Fou blanc sur case blanche c2 | Cavalier blanc sur case blanche e6 · Roi noir sur case noire e3 · Roi blanc sur case noire b2 · Fou blanc sur case blanche c2 | 1 |
|   | a | b | c | d | e | f | g | h |   |

À partir de la position du second diagramme (Cavalier blanc en e6), la méthode de Delétang se réalise de la manière suivante:
1. Rc1 Re2 2. Fg6 Re3 3. Rd1 Rf2 4. Rd2 Rf3 5. Rd3 Rg4 6. Re3 Rh4 7. Rf4 Rh3 8. Fh5 Rg2 (8...Rh4 9. Fe2 Rh3 10. Cg5+ Rg2 11. Ce4 Rh3 12. Rg5 Rg2 13. Rg4 transpose dans la variante qui suit) 9. Re3 Rg3 10. Fe2 (voir diagramme du Triangle médian).
|   | a | b | c | d | e | f | g | h |   |
| 8 | Cavalier blanc sur case blanche e6 · Roi blanc sur case noire e3 · Roi noir sur case noire g3 · Fou blanc sur case blanche e2 | Cavalier blanc sur case blanche e6 · Roi blanc sur case noire e3 · Roi noir sur case noire g3 · Fou blanc sur case blanche e2 | Cavalier blanc sur case blanche e6 · Roi blanc sur case noire e3 · Roi noir sur case noire g3 · Fou blanc sur case blanche e2 | Cavalier blanc sur case blanche e6 · Roi blanc sur case noire e3 · Roi noir sur case noire g3 · Fou blanc sur case blanche e2 | Cavalier blanc sur case blanche e6 · Roi blanc sur case noire e3 · Roi noir sur case noire g3 · Fou blanc sur case blanche e2 | Cavalier blanc sur case blanche e6 · Roi blanc sur case noire e3 · Roi noir sur case noire g3 · Fou blanc sur case blanche e2 | Cavalier blanc sur case blanche e6 · Roi blanc sur case noire e3 · Roi noir sur case noire g3 · Fou blanc sur case blanche e2 | Cavalier blanc sur case blanche e6 · Roi blanc sur case noire e3 · Roi noir sur case noire g3 · Fou blanc sur case blanche e2 | 8 |
| 7 | Cavalier blanc sur case blanche e6 · Roi blanc sur case noire e3 · Roi noir sur case noire g3 · Fou blanc sur case blanche e2 | Cavalier blanc sur case blanche e6 · Roi blanc sur case noire e3 · Roi noir sur case noire g3 · Fou blanc sur case blanche e2 | Cavalier blanc sur case blanche e6 · Roi blanc sur case noire e3 · Roi noir sur case noire g3 · Fou blanc sur case blanche e2 | Cavalier blanc sur case blanche e6 · Roi blanc sur case noire e3 · Roi noir sur case noire g3 · Fou blanc sur case blanche e2 | Cavalier blanc sur case blanche e6 · Roi blanc sur case noire e3 · Roi noir sur case noire g3 · Fou blanc sur case blanche e2 | Cavalier blanc sur case blanche e6 · Roi blanc sur case noire e3 · Roi noir sur case noire g3 · Fou blanc sur case blanche e2 | Cavalier blanc sur case blanche e6 · Roi blanc sur case noire e3 · Roi noir sur case noire g3 · Fou blanc sur case blanche e2 | Cavalier blanc sur case blanche e6 · Roi blanc sur case noire e3 · Roi noir sur case noire g3 · Fou blanc sur case blanche e2 | 7 |
| 6 | Cavalier blanc sur case blanche e6 · Roi blanc sur case noire e3 · Roi noir sur case noire g3 · Fou blanc sur case blanche e2 | Cavalier blanc sur case blanche e6 · Roi blanc sur case noire e3 · Roi noir sur case noire g3 · Fou blanc sur case blanche e2 | Cavalier blanc sur case blanche e6 · Roi blanc sur case noire e3 · Roi noir sur case noire g3 · Fou blanc sur case blanche e2 | Cavalier blanc sur case blanche e6 · Roi blanc sur case noire e3 · Roi noir sur case noire g3 · Fou blanc sur case blanche e2 | Cavalier blanc sur case blanche e6 · Roi blanc sur case noire e3 · Roi noir sur case noire g3 · Fou blanc sur case blanche e2 | Cavalier blanc sur case blanche e6 · Roi blanc sur case noire e3 · Roi noir sur case noire g3 · Fou blanc sur case blanche e2 | Cavalier blanc sur case blanche e6 · Roi blanc sur case noire e3 · Roi noir sur case noire g3 · Fou blanc sur case blanche e2 | Cavalier blanc sur case blanche e6 · Roi blanc sur case noire e3 · Roi noir sur case noire g3 · Fou blanc sur case blanche e2 | 6 |
| 5 | Cavalier blanc sur case blanche e6 · Roi blanc sur case noire e3 · Roi noir sur case noire g3 · Fou blanc sur case blanche e2 | Cavalier blanc sur case blanche e6 · Roi blanc sur case noire e3 · Roi noir sur case noire g3 · Fou blanc sur case blanche e2 | Cavalier blanc sur case blanche e6 · Roi blanc sur case noire e3 · Roi noir sur case noire g3 · Fou blanc sur case blanche e2 | Cavalier blanc sur case blanche e6 · Roi blanc sur case noire e3 · Roi noir sur case noire g3 · Fou blanc sur case blanche e2 | Cavalier blanc sur case blanche e6 · Roi blanc sur case noire e3 · Roi noir sur case noire g3 · Fou blanc sur case blanche e2 | Cavalier blanc sur case blanche e6 · Roi blanc sur case noire e3 · Roi noir sur case noire g3 · Fou blanc sur case blanche e2 | Cavalier blanc sur case blanche e6 · Roi blanc sur case noire e3 · Roi noir sur case noire g3 · Fou blanc sur case blanche e2 | Cavalier blanc sur case blanche e6 · Roi blanc sur case noire e3 · Roi noir sur case noire g3 · Fou blanc sur case blanche e2 | 5 |
| 4 | Cavalier blanc sur case blanche e6 · Roi blanc sur case noire e3 · Roi noir sur case noire g3 · Fou blanc sur case blanche e2 | Cavalier blanc sur case blanche e6 · Roi blanc sur case noire e3 · Roi noir sur case noire g3 · Fou blanc sur case blanche e2 | Cavalier blanc sur case blanche e6 · Roi blanc sur case noire e3 · Roi noir sur case noire g3 · Fou blanc sur case blanche e2 | Cavalier blanc sur case blanche e6 · Roi blanc sur case noire e3 · Roi noir sur case noire g3 · Fou blanc sur case blanche e2 | Cavalier blanc sur case blanche e6 · Roi blanc sur case noire e3 · Roi noir sur case noire g3 · Fou blanc sur case blanche e2 | Cavalier blanc sur case blanche e6 · Roi blanc sur case noire e3 · Roi noir sur case noire g3 · Fou blanc sur case blanche e2 | Cavalier blanc sur case blanche e6 · Roi blanc sur case noire e3 · Roi noir sur case noire g3 · Fou blanc sur case blanche e2 | Cavalier blanc sur case blanche e6 · Roi blanc sur case noire e3 · Roi noir sur case noire g3 · Fou blanc sur case blanche e2 | 4 |
| 3 | Cavalier blanc sur case blanche e6 · Roi blanc sur case noire e3 · Roi noir sur case noire g3 · Fou blanc sur case blanche e2 | Cavalier blanc sur case blanche e6 · Roi blanc sur case noire e3 · Roi noir sur case noire g3 · Fou blanc sur case blanche e2 | Cavalier blanc sur case blanche e6 · Roi blanc sur case noire e3 · Roi noir sur case noire g3 · Fou blanc sur case blanche e2 | Cavalier blanc sur case blanche e6 · Roi blanc sur case noire e3 · Roi noir sur case noire g3 · Fou blanc sur case blanche e2 | Cavalier blanc sur case blanche e6 · Roi blanc sur case noire e3 · Roi noir sur case noire g3 · Fou blanc sur case blanche e2 | Cavalier blanc sur case blanche e6 · Roi blanc sur case noire e3 · Roi noir sur case noire g3 · Fou blanc sur case blanche e2 | Cavalier blanc sur case blanche e6 · Roi blanc sur case noire e3 · Roi noir sur case noire g3 · Fou blanc sur case blanche e2 | Cavalier blanc sur case blanche e6 · Roi blanc sur case noire e3 · Roi noir sur case noire g3 · Fou blanc sur case blanche e2 | 3 |
| 2 | Cavalier blanc sur case blanche e6 · Roi blanc sur case noire e3 · Roi noir sur case noire g3 · Fou blanc sur case blanche e2 | Cavalier blanc sur case blanche e6 · Roi blanc sur case noire e3 · Roi noir sur case noire g3 · Fou blanc sur case blanche e2 | Cavalier blanc sur case blanche e6 · Roi blanc sur case noire e3 · Roi noir sur case noire g3 · Fou blanc sur case blanche e2 | Cavalier blanc sur case blanche e6 · Roi blanc sur case noire e3 · Roi noir sur case noire g3 · Fou blanc sur case blanche e2 | Cavalier blanc sur case blanche e6 · Roi blanc sur case noire e3 · Roi noir sur case noire g3 · Fou blanc sur case blanche e2 | Cavalier blanc sur case blanche e6 · Roi blanc sur case noire e3 · Roi noir sur case noire g3 · Fou blanc sur case blanche e2 | Cavalier blanc sur case blanche e6 · Roi blanc sur case noire e3 · Roi noir sur case noire g3 · Fou blanc sur case blanche e2 | Cavalier blanc sur case blanche e6 · Roi blanc sur case noire e3 · Roi noir sur case noire g3 · Fou blanc sur case blanche e2 | 2 |
| 1 | Cavalier blanc sur case blanche e6 · Roi blanc sur case noire e3 · Roi noir sur case noire g3 · Fou blanc sur case blanche e2 | Cavalier blanc sur case blanche e6 · Roi blanc sur case noire e3 · Roi noir sur case noire g3 · Fou blanc sur case blanche e2 | Cavalier blanc sur case blanche e6 · Roi blanc sur case noire e3 · Roi noir sur case noire g3 · Fou blanc sur case blanche e2 | Cavalier blanc sur case blanche e6 · Roi blanc sur case noire e3 · Roi noir sur case noire g3 · Fou blanc sur case blanche e2 | Cavalier blanc sur case blanche e6 · Roi blanc sur case noire e3 · Roi noir sur case noire g3 · Fou blanc sur case blanche e2 | Cavalier blanc sur case blanche e6 · Roi blanc sur case noire e3 · Roi noir sur case noire g3 · Fou blanc sur case blanche e2 | Cavalier blanc sur case blanche e6 · Roi blanc sur case noire e3 · Roi noir sur case noire g3 · Fou blanc sur case blanche e2 | Cavalier blanc sur case blanche e6 · Roi blanc sur case noire e3 · Roi noir sur case noire g3 · Fou blanc sur case blanche e2 | 1 |
|   | a | b | c | d | e | f | g | h |   |

|   | a | b | c | d | e | f | g | h |   |
| 8 | Cavalier blanc sur case blanche e4 · Roi blanc sur case blanche g4 · Roi noir sur case noire h2 · Fou blanc sur case blanche f1 | Cavalier blanc sur case blanche e4 · Roi blanc sur case blanche g4 · Roi noir sur case noire h2 · Fou blanc sur case blanche f1 | Cavalier blanc sur case blanche e4 · Roi blanc sur case blanche g4 · Roi noir sur case noire h2 · Fou blanc sur case blanche f1 | Cavalier blanc sur case blanche e4 · Roi blanc sur case blanche g4 · Roi noir sur case noire h2 · Fou blanc sur case blanche f1 | Cavalier blanc sur case blanche e4 · Roi blanc sur case blanche g4 · Roi noir sur case noire h2 · Fou blanc sur case blanche f1 | Cavalier blanc sur case blanche e4 · Roi blanc sur case blanche g4 · Roi noir sur case noire h2 · Fou blanc sur case blanche f1 | Cavalier blanc sur case blanche e4 · Roi blanc sur case blanche g4 · Roi noir sur case noire h2 · Fou blanc sur case blanche f1 | Cavalier blanc sur case blanche e4 · Roi blanc sur case blanche g4 · Roi noir sur case noire h2 · Fou blanc sur case blanche f1 | 8 |
| 7 | Cavalier blanc sur case blanche e4 · Roi blanc sur case blanche g4 · Roi noir sur case noire h2 · Fou blanc sur case blanche f1 | Cavalier blanc sur case blanche e4 · Roi blanc sur case blanche g4 · Roi noir sur case noire h2 · Fou blanc sur case blanche f1 | Cavalier blanc sur case blanche e4 · Roi blanc sur case blanche g4 · Roi noir sur case noire h2 · Fou blanc sur case blanche f1 | Cavalier blanc sur case blanche e4 · Roi blanc sur case blanche g4 · Roi noir sur case noire h2 · Fou blanc sur case blanche f1 | Cavalier blanc sur case blanche e4 · Roi blanc sur case blanche g4 · Roi noir sur case noire h2 · Fou blanc sur case blanche f1 | Cavalier blanc sur case blanche e4 · Roi blanc sur case blanche g4 · Roi noir sur case noire h2 · Fou blanc sur case blanche f1 | Cavalier blanc sur case blanche e4 · Roi blanc sur case blanche g4 · Roi noir sur case noire h2 · Fou blanc sur case blanche f1 | Cavalier blanc sur case blanche e4 · Roi blanc sur case blanche g4 · Roi noir sur case noire h2 · Fou blanc sur case blanche f1 | 7 |
| 6 | Cavalier blanc sur case blanche e4 · Roi blanc sur case blanche g4 · Roi noir sur case noire h2 · Fou blanc sur case blanche f1 | Cavalier blanc sur case blanche e4 · Roi blanc sur case blanche g4 · Roi noir sur case noire h2 · Fou blanc sur case blanche f1 | Cavalier blanc sur case blanche e4 · Roi blanc sur case blanche g4 · Roi noir sur case noire h2 · Fou blanc sur case blanche f1 | Cavalier blanc sur case blanche e4 · Roi blanc sur case blanche g4 · Roi noir sur case noire h2 · Fou blanc sur case blanche f1 | Cavalier blanc sur case blanche e4 · Roi blanc sur case blanche g4 · Roi noir sur case noire h2 · Fou blanc sur case blanche f1 | Cavalier blanc sur case blanche e4 · Roi blanc sur case blanche g4 · Roi noir sur case noire h2 · Fou blanc sur case blanche f1 | Cavalier blanc sur case blanche e4 · Roi blanc sur case blanche g4 · Roi noir sur case noire h2 · Fou blanc sur case blanche f1 | Cavalier blanc sur case blanche e4 · Roi blanc sur case blanche g4 · Roi noir sur case noire h2 · Fou blanc sur case blanche f1 | 6 |
| 5 | Cavalier blanc sur case blanche e4 · Roi blanc sur case blanche g4 · Roi noir sur case noire h2 · Fou blanc sur case blanche f1 | Cavalier blanc sur case blanche e4 · Roi blanc sur case blanche g4 · Roi noir sur case noire h2 · Fou blanc sur case blanche f1 | Cavalier blanc sur case blanche e4 · Roi blanc sur case blanche g4 · Roi noir sur case noire h2 · Fou blanc sur case blanche f1 | Cavalier blanc sur case blanche e4 · Roi blanc sur case blanche g4 · Roi noir sur case noire h2 · Fou blanc sur case blanche f1 | Cavalier blanc sur case blanche e4 · Roi blanc sur case blanche g4 · Roi noir sur case noire h2 · Fou blanc sur case blanche f1 | Cavalier blanc sur case blanche e4 · Roi blanc sur case blanche g4 · Roi noir sur case noire h2 · Fou blanc sur case blanche f1 | Cavalier blanc sur case blanche e4 · Roi blanc sur case blanche g4 · Roi noir sur case noire h2 · Fou blanc sur case blanche f1 | Cavalier blanc sur case blanche e4 · Roi blanc sur case blanche g4 · Roi noir sur case noire h2 · Fou blanc sur case blanche f1 | 5 |
| 4 | Cavalier blanc sur case blanche e4 · Roi blanc sur case blanche g4 · Roi noir sur case noire h2 · Fou blanc sur case blanche f1 | Cavalier blanc sur case blanche e4 · Roi blanc sur case blanche g4 · Roi noir sur case noire h2 · Fou blanc sur case blanche f1 | Cavalier blanc sur case blanche e4 · Roi blanc sur case blanche g4 · Roi noir sur case noire h2 · Fou blanc sur case blanche f1 | Cavalier blanc sur case blanche e4 · Roi blanc sur case blanche g4 · Roi noir sur case noire h2 · Fou blanc sur case blanche f1 | Cavalier blanc sur case blanche e4 · Roi blanc sur case blanche g4 · Roi noir sur case noire h2 · Fou blanc sur case blanche f1 | Cavalier blanc sur case blanche e4 · Roi blanc sur case blanche g4 · Roi noir sur case noire h2 · Fou blanc sur case blanche f1 | Cavalier blanc sur case blanche e4 · Roi blanc sur case blanche g4 · Roi noir sur case noire h2 · Fou blanc sur case blanche f1 | Cavalier blanc sur case blanche e4 · Roi blanc sur case blanche g4 · Roi noir sur case noire h2 · Fou blanc sur case blanche f1 | 4 |
| 3 | Cavalier blanc sur case blanche e4 · Roi blanc sur case blanche g4 · Roi noir sur case noire h2 · Fou blanc sur case blanche f1 | Cavalier blanc sur case blanche e4 · Roi blanc sur case blanche g4 · Roi noir sur case noire h2 · Fou blanc sur case blanche f1 | Cavalier blanc sur case blanche e4 · Roi blanc sur case blanche g4 · Roi noir sur case noire h2 · Fou blanc sur case blanche f1 | Cavalier blanc sur case blanche e4 · Roi blanc sur case blanche g4 · Roi noir sur case noire h2 · Fou blanc sur case blanche f1 | Cavalier blanc sur case blanche e4 · Roi blanc sur case blanche g4 · Roi noir sur case noire h2 · Fou blanc sur case blanche f1 | Cavalier blanc sur case blanche e4 · Roi blanc sur case blanche g4 · Roi noir sur case noire h2 · Fou blanc sur case blanche f1 | Cavalier blanc sur case blanche e4 · Roi blanc sur case blanche g4 · Roi noir sur case noire h2 · Fou blanc sur case blanche f1 | Cavalier blanc sur case blanche e4 · Roi blanc sur case blanche g4 · Roi noir sur case noire h2 · Fou blanc sur case blanche f1 | 3 |
| 2 | Cavalier blanc sur case blanche e4 · Roi blanc sur case blanche g4 · Roi noir sur case noire h2 · Fou blanc sur case blanche f1 | Cavalier blanc sur case blanche e4 · Roi blanc sur case blanche g4 · Roi noir sur case noire h2 · Fou blanc sur case blanche f1 | Cavalier blanc sur case blanche e4 · Roi blanc sur case blanche g4 · Roi noir sur case noire h2 · Fou blanc sur case blanche f1 | Cavalier blanc sur case blanche e4 · Roi blanc sur case blanche g4 · Roi noir sur case noire h2 · Fou blanc sur case blanche f1 | Cavalier blanc sur case blanche e4 · Roi blanc sur case blanche g4 · Roi noir sur case noire h2 · Fou blanc sur case blanche f1 | Cavalier blanc sur case blanche e4 · Roi blanc sur case blanche g4 · Roi noir sur case noire h2 · Fou blanc sur case blanche f1 | Cavalier blanc sur case blanche e4 · Roi blanc sur case blanche g4 · Roi noir sur case noire h2 · Fou blanc sur case blanche f1 | Cavalier blanc sur case blanche e4 · Roi blanc sur case blanche g4 · Roi noir sur case noire h2 · Fou blanc sur case blanche f1 | 2 |
| 1 | Cavalier blanc sur case blanche e4 · Roi blanc sur case blanche g4 · Roi noir sur case noire h2 · Fou blanc sur case blanche f1 | Cavalier blanc sur case blanche e4 · Roi blanc sur case blanche g4 · Roi noir sur case noire h2 · Fou blanc sur case blanche f1 | Cavalier blanc sur case blanche e4 · Roi blanc sur case blanche g4 · Roi noir sur case noire h2 · Fou blanc sur case blanche f1 | Cavalier blanc sur case blanche e4 · Roi blanc sur case blanche g4 · Roi noir sur case noire h2 · Fou blanc sur case blanche f1 | Cavalier blanc sur case blanche e4 · Roi blanc sur case blanche g4 · Roi noir sur case noire h2 · Fou blanc sur case blanche f1 | Cavalier blanc sur case blanche e4 · Roi blanc sur case blanche g4 · Roi noir sur case noire h2 · Fou blanc sur case blanche f1 | Cavalier blanc sur case blanche e4 · Roi blanc sur case blanche g4 · Roi noir sur case noire h2 · Fou blanc sur case blanche f1 | Cavalier blanc sur case blanche e4 · Roi blanc sur case blanche g4 · Roi noir sur case noire h2 · Fou blanc sur case blanche f1 | 1 |
|   | a | b | c | d | e | f | g | h |   |

10...Rh4 11. Rf4 Rh3 12. Cg5+ Rg2 13. Ce4 Rh3 14. Rg5 Rg2 15. Rg4 Rh2 (15...Rg1 16. Rg3 Rh1 17. Cf2+ Rg1 18. Ch3+ Rh1 19. Ff3 mat)
15...Rh2 16. Ff1 (voir diagramme du petit Triangle)
16...Rg1 17. Fh3 Rh2 18. Cc3 Rg1 19. Rg3 Rh1 20. Fg2+ Rg1 21. Ce2 mat.

## Exemple donné par Capablanca
|   | a | b | c | d | e | f | g | h |   |
| 8 | Fou blanc sur case noire b8 · Roi blanc sur case blanche c6 · Cavalier blanc sur case blanche d5 · Roi noir sur case blanche a4 | Fou blanc sur case noire b8 · Roi blanc sur case blanche c6 · Cavalier blanc sur case blanche d5 · Roi noir sur case blanche a4 | Fou blanc sur case noire b8 · Roi blanc sur case blanche c6 · Cavalier blanc sur case blanche d5 · Roi noir sur case blanche a4 | Fou blanc sur case noire b8 · Roi blanc sur case blanche c6 · Cavalier blanc sur case blanche d5 · Roi noir sur case blanche a4 | Fou blanc sur case noire b8 · Roi blanc sur case blanche c6 · Cavalier blanc sur case blanche d5 · Roi noir sur case blanche a4 | Fou blanc sur case noire b8 · Roi blanc sur case blanche c6 · Cavalier blanc sur case blanche d5 · Roi noir sur case blanche a4 | Fou blanc sur case noire b8 · Roi blanc sur case blanche c6 · Cavalier blanc sur case blanche d5 · Roi noir sur case blanche a4 | Fou blanc sur case noire b8 · Roi blanc sur case blanche c6 · Cavalier blanc sur case blanche d5 · Roi noir sur case blanche a4 | 8 |
| 7 | Fou blanc sur case noire b8 · Roi blanc sur case blanche c6 · Cavalier blanc sur case blanche d5 · Roi noir sur case blanche a4 | Fou blanc sur case noire b8 · Roi blanc sur case blanche c6 · Cavalier blanc sur case blanche d5 · Roi noir sur case blanche a4 | Fou blanc sur case noire b8 · Roi blanc sur case blanche c6 · Cavalier blanc sur case blanche d5 · Roi noir sur case blanche a4 | Fou blanc sur case noire b8 · Roi blanc sur case blanche c6 · Cavalier blanc sur case blanche d5 · Roi noir sur case blanche a4 | Fou blanc sur case noire b8 · Roi blanc sur case blanche c6 · Cavalier blanc sur case blanche d5 · Roi noir sur case blanche a4 | Fou blanc sur case noire b8 · Roi blanc sur case blanche c6 · Cavalier blanc sur case blanche d5 · Roi noir sur case blanche a4 | Fou blanc sur case noire b8 · Roi blanc sur case blanche c6 · Cavalier blanc sur case blanche d5 · Roi noir sur case blanche a4 | Fou blanc sur case noire b8 · Roi blanc sur case blanche c6 · Cavalier blanc sur case blanche d5 · Roi noir sur case blanche a4 | 7 |
| 6 | Fou blanc sur case noire b8 · Roi blanc sur case blanche c6 · Cavalier blanc sur case blanche d5 · Roi noir sur case blanche a4 | Fou blanc sur case noire b8 · Roi blanc sur case blanche c6 · Cavalier blanc sur case blanche d5 · Roi noir sur case blanche a4 | Fou blanc sur case noire b8 · Roi blanc sur case blanche c6 · Cavalier blanc sur case blanche d5 · Roi noir sur case blanche a4 | Fou blanc sur case noire b8 · Roi blanc sur case blanche c6 · Cavalier blanc sur case blanche d5 · Roi noir sur case blanche a4 | Fou blanc sur case noire b8 · Roi blanc sur case blanche c6 · Cavalier blanc sur case blanche d5 · Roi noir sur case blanche a4 | Fou blanc sur case noire b8 · Roi blanc sur case blanche c6 · Cavalier blanc sur case blanche d5 · Roi noir sur case blanche a4 | Fou blanc sur case noire b8 · Roi blanc sur case blanche c6 · Cavalier blanc sur case blanche d5 · Roi noir sur case blanche a4 | Fou blanc sur case noire b8 · Roi blanc sur case blanche c6 · Cavalier blanc sur case blanche d5 · Roi noir sur case blanche a4 | 6 |
| 5 | Fou blanc sur case noire b8 · Roi blanc sur case blanche c6 · Cavalier blanc sur case blanche d5 · Roi noir sur case blanche a4 | Fou blanc sur case noire b8 · Roi blanc sur case blanche c6 · Cavalier blanc sur case blanche d5 · Roi noir sur case blanche a4 | Fou blanc sur case noire b8 · Roi blanc sur case blanche c6 · Cavalier blanc sur case blanche d5 · Roi noir sur case blanche a4 | Fou blanc sur case noire b8 · Roi blanc sur case blanche c6 · Cavalier blanc sur case blanche d5 · Roi noir sur case blanche a4 | Fou blanc sur case noire b8 · Roi blanc sur case blanche c6 · Cavalier blanc sur case blanche d5 · Roi noir sur case blanche a4 | Fou blanc sur case noire b8 · Roi blanc sur case blanche c6 · Cavalier blanc sur case blanche d5 · Roi noir sur case blanche a4 | Fou blanc sur case noire b8 · Roi blanc sur case blanche c6 · Cavalier blanc sur case blanche d5 · Roi noir sur case blanche a4 | Fou blanc sur case noire b8 · Roi blanc sur case blanche c6 · Cavalier blanc sur case blanche d5 · Roi noir sur case blanche a4 | 5 |
| 4 | Fou blanc sur case noire b8 · Roi blanc sur case blanche c6 · Cavalier blanc sur case blanche d5 · Roi noir sur case blanche a4 | Fou blanc sur case noire b8 · Roi blanc sur case blanche c6 · Cavalier blanc sur case blanche d5 · Roi noir sur case blanche a4 | Fou blanc sur case noire b8 · Roi blanc sur case blanche c6 · Cavalier blanc sur case blanche d5 · Roi noir sur case blanche a4 | Fou blanc sur case noire b8 · Roi blanc sur case blanche c6 · Cavalier blanc sur case blanche d5 · Roi noir sur case blanche a4 | Fou blanc sur case noire b8 · Roi blanc sur case blanche c6 · Cavalier blanc sur case blanche d5 · Roi noir sur case blanche a4 | Fou blanc sur case noire b8 · Roi blanc sur case blanche c6 · Cavalier blanc sur case blanche d5 · Roi noir sur case blanche a4 | Fou blanc sur case noire b8 · Roi blanc sur case blanche c6 · Cavalier blanc sur case blanche d5 · Roi noir sur case blanche a4 | Fou blanc sur case noire b8 · Roi blanc sur case blanche c6 · Cavalier blanc sur case blanche d5 · Roi noir sur case blanche a4 | 4 |
| 3 | Fou blanc sur case noire b8 · Roi blanc sur case blanche c6 · Cavalier blanc sur case blanche d5 · Roi noir sur case blanche a4 | Fou blanc sur case noire b8 · Roi blanc sur case blanche c6 · Cavalier blanc sur case blanche d5 · Roi noir sur case blanche a4 | Fou blanc sur case noire b8 · Roi blanc sur case blanche c6 · Cavalier blanc sur case blanche d5 · Roi noir sur case blanche a4 | Fou blanc sur case noire b8 · Roi blanc sur case blanche c6 · Cavalier blanc sur case blanche d5 · Roi noir sur case blanche a4 | Fou blanc sur case noire b8 · Roi blanc sur case blanche c6 · Cavalier blanc sur case blanche d5 · Roi noir sur case blanche a4 | Fou blanc sur case noire b8 · Roi blanc sur case blanche c6 · Cavalier blanc sur case blanche d5 · Roi noir sur case blanche a4 | Fou blanc sur case noire b8 · Roi blanc sur case blanche c6 · Cavalier blanc sur case blanche d5 · Roi noir sur case blanche a4 | Fou blanc sur case noire b8 · Roi blanc sur case blanche c6 · Cavalier blanc sur case blanche d5 · Roi noir sur case blanche a4 | 3 |
| 2 | Fou blanc sur case noire b8 · Roi blanc sur case blanche c6 · Cavalier blanc sur case blanche d5 · Roi noir sur case blanche a4 | Fou blanc sur case noire b8 · Roi blanc sur case blanche c6 · Cavalier blanc sur case blanche d5 · Roi noir sur case blanche a4 | Fou blanc sur case noire b8 · Roi blanc sur case blanche c6 · Cavalier blanc sur case blanche d5 · Roi noir sur case blanche a4 | Fou blanc sur case noire b8 · Roi blanc sur case blanche c6 · Cavalier blanc sur case blanche d5 · Roi noir sur case blanche a4 | Fou blanc sur case noire b8 · Roi blanc sur case blanche c6 · Cavalier blanc sur case blanche d5 · Roi noir sur case blanche a4 | Fou blanc sur case noire b8 · Roi blanc sur case blanche c6 · Cavalier blanc sur case blanche d5 · Roi noir sur case blanche a4 | Fou blanc sur case noire b8 · Roi blanc sur case blanche c6 · Cavalier blanc sur case blanche d5 · Roi noir sur case blanche a4 | Fou blanc sur case noire b8 · Roi blanc sur case blanche c6 · Cavalier blanc sur case blanche d5 · Roi noir sur case blanche a4 | 2 |
| 1 | Fou blanc sur case noire b8 · Roi blanc sur case blanche c6 · Cavalier blanc sur case blanche d5 · Roi noir sur case blanche a4 | Fou blanc sur case noire b8 · Roi blanc sur case blanche c6 · Cavalier blanc sur case blanche d5 · Roi noir sur case blanche a4 | Fou blanc sur case noire b8 · Roi blanc sur case blanche c6 · Cavalier blanc sur case blanche d5 · Roi noir sur case blanche a4 | Fou blanc sur case noire b8 · Roi blanc sur case blanche c6 · Cavalier blanc sur case blanche d5 · Roi noir sur case blanche a4 | Fou blanc sur case noire b8 · Roi blanc sur case blanche c6 · Cavalier blanc sur case blanche d5 · Roi noir sur case blanche a4 | Fou blanc sur case noire b8 · Roi blanc sur case blanche c6 · Cavalier blanc sur case blanche d5 · Roi noir sur case blanche a4 | Fou blanc sur case noire b8 · Roi blanc sur case blanche c6 · Cavalier blanc sur case blanche d5 · Roi noir sur case blanche a4 | Fou blanc sur case noire b8 · Roi blanc sur case blanche c6 · Cavalier blanc sur case blanche d5 · Roi noir sur case blanche a4 | 1 |
|   | a | b | c | d | e | f | g | h |   |

À partir de ce diagramme, José Raúl Capablanca donne dans son livre Principes fondamentaux du jeu d'échecs la méthode qui lui semble « la plus instructive pour le lecteur, car la plus méthodique et la plus conforme à l'esprit des finales de ce genre », du fait qu'elle utilise le roi blanc autant que faire se peut :
1. Rc5! Rb3 2. Cb4 Rc3 3. Ff4 Rb3 4. Fe5 Ra4 5. Fc7+ Ra4 6. Cd3 Ra3 7. Fb6 Ra4 8. Cb2+ Ra3 9. Rc3 Ra2 10. Rc2 Ra3 11. Fc5+ Ra2 12. Cd3 Ra1 13. Fb4 Ra2 14. Cc1+ Ra1 15. Fc3 #.